# Torremormojón
Torremormojón es un municipio y localidad de España en el suroeste de la provincia de Palencia, comunidad autónoma de Castilla y León. Se ubica en la comarca natural de Tierra de Campos, a los pies de los montes Torozos, y forma parte del partido judicial de Palencia. Su entorno físico se caracteriza por un relieve de páramos y cuestas junto con las lomas y campiñas terracampinas.[14]
Situado en una zona de frontera repoblada por Alfonso III de Asturias, a partir del siglo X se empezaron a levantar los primeros castillos bajo la supervisión de los condes de Saldaña, de Carrión y de Monzón; Asur Fernández se ocupó de la construcción del castillo de Monzón y como refuerzo estratégico mandó levantar el de Torremormojón.[23] En sus inicios, disfrutaron la tenencia de la villa personajes como Pedro Ansúrez, Tello Fernández, Pedro Martínez y Pedro González de Lara.[25] Entre los siglos XII y XIII fueron tenentes los Girón y los Téllez de Meneses, pasando posteriormente a ser propiedad real.
A finales del siglo XIV, Enrique II de Trastamara donó la villa a Sancho de Alburquerque, quien a su vez la donó a Garci González de Herrera. Permaneció en manos de su familia hasta finales del siglo XV, cuando recayó en los Fernández de Velasco, condestables de Castilla, pasando posteriormente por herencia a los condes de Benavente.[26] Durante la guerra de las Comunidades de Castilla, el 15 de enero de 1521 las tropas reales se refugiaron en Torremormojón, pero estuvieron poco tiempo en la villa debido al avance de las tropas comuneras, y los días 16 y 17 de enero la población fue víctima del pillaje. Solo se recuperó económicamente en el siglo XVII gracias a los emigrantes que habían hecho fortuna en América.[26]
Entre su patrimonio destaca la iglesia de Santa María del Castillo y el Castillo de Torremormojón, ambos declarados monumentos histórico-artísticoss (el castillo en 1878 y la iglesia en 1981) y el convento de Santa María de la Piedad. Es el lugar de nacimiento de Pedro González Acevedo, obispo de Orense entre 1587 y 1594 y obispo de Plasencia entre 1594 y 1609.[28]
Su economía se basa tradicionalmente en el sector primario: cultivos de secano cerealista (cebada, trigo, avena), alfalfa, vezas ygirasol, y ganadería ovina. Entre las celebraciones que tienen lugar a lo largo del año destacan el Lunes de Pentecostés,[58] que se festeja con la rogativa a la Virgen de Alconada, y las fiestas en honor de la Virgen del Campanil, a principios de septiembre, con romería al Santuario de la Virgen de Alconada, juegos populares, música y la tradicional hoguera.[60] [61]

## Toponimia
En el año 916, en el testamento de Ordoño ll se cita a esta localidad como «Montemolión» y en el siglo Xl como «Torre de Monte Molión» 
La primera noticia que se tiene de su nombre data del 17 de septiembre de 1114, cuando el conde Ansúrez se refiere al lugar en su carta de donación de varias heredades a favor de la Santa Iglesia Colegial [de Valladolid], otorgada en sufragio del alma de la condesa doña Eylo. En ese documento lo nombra como «Illa Torre de Mont Mojon» o «Illa Torre de Monte Mojone».
En el siglo XVI el lugar se llamaba «Villa de Torremormoxon» y también en este siglo y en el XVII puede verse escrito en los documentos «Villa de Torre de Mormoxon». En los siglos de Oro pasa a denominarse «moxon» y en el XVIII se transcribe por «mojon» que en ibero-romance significa cumbre, cabeza. Durante los siglos XX y XXI el nombre es Torremormojón, pero sus habitantes la llaman familiarmente «La Torre».
El políglota Franz Gamillsch hace derivar el nombre de «mulion», que en castellano medieval sería «moion» con *i* larga, mientras que según Pancracio Celdrán derivaría del latín turris + mons + molio, molionis, con el significado de torre del monte del mojón.

## Geografía

### Ubicación
El término municipal de Torremormojón abarca una superficie de 28,24 km² y está situado al suroeste de la provincia de Palencia. Su territorio está representado en la hoja MTN50 (escala 1:50 000) 311 del Mapa Topográfico Nacional.
| Noroeste: Castromocho      | Norte: Baquerín de Campos | Noreste: Pedraza de Campos |
| Oeste: Villerías de Campos |                           | Este: Pedraza de Campos    |
| Suroeste Ampudia           | Sur: Ampudia              | Sureste: Ampudia           |

### Orografía e hidrografía
El municipio se encuentra al norte del centro de la Cuenca del Duero, en una zona caracterizada por el relieve de los páramos y cuestas de los Montes Torozos y las lomas y campiñas de Tierra de Campos. Su altitud media oscila entre los 862 m s. n. m., la zona más alta, situada en el vértice geodésico de Mormojón (862 m s. n. m.), y los 755 m s. n. m., en la zona norte del municipio. A nivel general, forma parte de la cuenca del Duero, depresión de origen terciario colmatada por materiales continentales que posteriormente fueron erosionados y recubiertos por sedimentos cuaternarios.
Edafológicamente, en sus suelos predominan sedimentos de origen Terciario y Cuaternario, en forma de gravas, calizas, arcillas y suelos calcimorfos en la zona norte del municipio, limos y arcillas en los fondos de valle, y arcillas con yesos y calizas en la zona de páramo. A nivel geológico, antiguamente se explotaban los yesos de las cuestas; son frecuentes las canteras en los fangos de Tierra de Campos y las calizas del páramo son objeto de pequeñas catas. Hidrográficamente, el municipio se encuentra en la cuenca del río Valdeginate —afluente del río Carrión—, perteneciente a la cuenca hidrográfica del Duero. Entre los cursos de aguas presentes destacan los arroyos de Arenales y del Salón, este último típico del enderreísmo castellano. Son cursos fluviales caracterizados por la irregularidad de su caudal, con estiajes en época estival y crecidas ocasionales en otoño e invierno debido a las precipitaciones.

### Clima
El clima en el municipio se clasifica como mediterráneo continentalizado, de inviernos fríos con frecuentes heladas y veranos cálidos y secos. La oscilación térmica anual supera los 15 °C mientras que la diaria sobrepasa en ocasiones los 20 °C. Las bajas precipitaciones se reparten de forma irregular a lo largo del año, con escasez de las mismas en verano, concentrándose al final del otoño, en los meses invernales y al principio de la primavera.
Según la clasificación climática de Köppen Torremormojón se encuadra en la variante Csb, es decir, clima mediterráneo de veranos suaves, con la media del mes más cálido no superior a 22 °C pero superándose los 10 °C durante cinco o más meses. Se trata de un clima de transición entre el mediterráneo (Csa) y el oceánico (Cfb). En base de los datos de las estaciones meteorológicas situadas en Palencia y Ampudia, a 25 y 5 kilómetros de distancia respectivamente, los parámetros climáticos promedio aproximados del municipio son los siguientes:
| Parámetros climáticos promedio de Palencia (temperaturas) y Ampudia (precipitaciones)                                             | Parámetros climáticos promedio de Palencia (temperaturas) y Ampudia (precipitaciones) | Parámetros climáticos promedio de Palencia (temperaturas) y Ampudia (precipitaciones) | Parámetros climáticos promedio de Palencia (temperaturas) y Ampudia (precipitaciones) | Parámetros climáticos promedio de Palencia (temperaturas) y Ampudia (precipitaciones) | Parámetros climáticos promedio de Palencia (temperaturas) y Ampudia (precipitaciones) | Parámetros climáticos promedio de Palencia (temperaturas) y Ampudia (precipitaciones) | Parámetros climáticos promedio de Palencia (temperaturas) y Ampudia (precipitaciones) | Parámetros climáticos promedio de Palencia (temperaturas) y Ampudia (precipitaciones) | Parámetros climáticos promedio de Palencia (temperaturas) y Ampudia (precipitaciones) | Parámetros climáticos promedio de Palencia (temperaturas) y Ampudia (precipitaciones) | Parámetros climáticos promedio de Palencia (temperaturas) y Ampudia (precipitaciones) | Parámetros climáticos promedio de Palencia (temperaturas) y Ampudia (precipitaciones) | Parámetros climáticos promedio de Palencia (temperaturas) y Ampudia (precipitaciones) |
| Mes | Ene.                                                                                  | Feb.                                                                                  | Mar.                                                                                  | Abr.                                                                                  | May.                                                                                  | Jun.                                                                                  | Jul.                                                                                  | Ago.                                                                                  | Sep.                                                                                  | Oct.                                                                                  | Nov.                                                                                  | Dic.                                                                                  | Anual                                                                                 |
| --- | ------------------------------------------------------------------------------------- | ------------------------------------------------------------------------------------- | ------------------------------------------------------------------------------------- | ------------------------------------------------------------------------------------- | ------------------------------------------------------------------------------------- | ------------------------------------------------------------------------------------- | ------------------------------------------------------------------------------------- | ------------------------------------------------------------------------------------- | ------------------------------------------------------------------------------------- | ------------------------------------------------------------------------------------- | ------------------------------------------------------------------------------------- | ------------------------------------------------------------------------------------- | ------------------------------------------------------------------------------------- |
| Temp. media (°C) | 4                                                                                     | 5.70                                                                                  | 7.60                                                                                  | 9.90                                                                                  | 13.70                                                                                 | 18.30                                                                                 | 21.90                                                                                 | 21.40                                                                                 | 18.50                                                                                 | 13.30                                                                                 | 7.80                                                                                  | 4.70                                                                                  | 12.2                                                                                  |
| Precipitación total (mm) | 36.30                                                                                 | 36.40                                                                                 | 30.80                                                                                 | 43                                                                                    | 48.70                                                                                 | 40.40                                                                                 | 13.70                                                                                 | 10.30                                                                                 | 26.10                                                                                 | 38.50                                                                                 | 42                                                                                    | 36.80                                                                                 | 403                                                                                   |
| Fuente: Ministerio de Agricultura, Alimentación y Medio Ambiente. Datos de precipitación (1961-1994) y de temperatura (1965-1990) |                                                                                       |                                                                                       |                                                                                       |                                                                                       |                                                                                       |                                                                                       |                                                                                       |                                                                                       |                                                                                       |                                                                                       |                                                                                       |                                                                                       |                                                                                       |

## Naturaleza
La zona norte del término municipal forma parte de la zona de especial protección para las aves (ZEPA) La Nava - Campos Sur, perteneciente a la Red Natura 2000. Esta zona, que se extiende por 39.209,87 hectáreas entre las provincias de Palencia y Valladolid, se caracteriza por su relieve llano o ligeramente ondulado, prácticamente deforestado, con pequeñas alamedas en las riberas. Es atravesada por los ríos Valdeginate y Sequillo así como por el Canal de Campos. También presenta cubetas endorreicas con características halófilas. Asimismo, en sus límites se encuentra la laguna de Boada, humedal estepario de unas 60 hectáreas. Entre las especies animales, destacan las poblaciones de Avutarda, Sisón y Cernícalo primilla, de importancia nacional e internacional.

## Historia

### Edad Media
En sus orígenes fue un enclave levantado en el límite entre el páramo de los montes Torozos y la Tierra de Campos. Era una posición de frontera y de querellas entre los reyes medievales. El rey Alfonso III de Asturias repobló toda la zona, donde a partir del siglo X se empezaron a levantar los primeros castillos fronterizos bajo la supervisión de los condes de Saldaña, de Carrión y de Monzón, Ansur Fernández. Este último ya se había ocupado de la construcción del castillo de Monzón y como refuerzo estratégico mandó levantar el de Torremormojón.
Monzón de Campos fue cabeza de un extenso condado; tuvo desde el siglo X dos torres de defensa que evolucionaron a castillo. En su línea geográfica y como apoyo estratégico se construyeron más torres defensivas, una de ellas la llamada torre del Monte Mojón, en las estribaciones de los montes Torozos y dominando la Tierra de Campos.
En los primeros años del siglo XII el conde Pedro Ansúrez, siendo vasallo de la reina Urraca, fue designado como tenente de Saldaña, Cabezón y Torremormojón. Años más tarde la tenencia recayó en Tello Fernández (1116), Pedro Martínez /1122), hijo del conde Martín Flaínez, y Pedro González de Lara que además era el alcalde del castillo (1124).
Entre los siglos XII y XIII fueron tenentes de la villa los Girón. De 1162 a 1193 Rodrigo Gutiérrez Girón disfrutó de esta tenencia entre otras. Después heredó la tenencia, desde 1195 a 1215 y por voluntad del rey Alfonso VIII, su hijo Gonzalo Rodríguez Girón (también llamado Gonzalo Ruiz Girón). Tras la crisis y el enfrentamiento con Álvaro Núñez de Lara la familia Girón cayó en desgracia pasando la tenencia a manos del rey.
En los últimos años del siglo XIII la tenencia de Torremormojón recayó en el linaje de los Téllez de Meneses y se mantuvo hasta el reinado de Pedro I de Castilla pasando después la villa a ser propiedad real. Después de la primera guerra civil castellana —guerra entre Pedro I y su hermanastro Enrique—, Enrique II de Trastamara, siendo ya rey, donó la villa de Torremormojón a su hermano el conde Sancho de Alburquerque quien a su vez la donó en 1370 a Garci González de Herrera.
Garci González de Herrera, mariscal de Castilla recibió de Enrique II el título de «Señor de la Villa de la Torre». La familia Herrera mantuvo este título hasta finales del siglo XV, cuando recayó en otra familia por herencia femenina. Fue porque la heredad pasó a su hija Blanca de Herrera y Niño de Portugal (viuda de Alfonso Téllez Girón de las Casas) que estaba casada en segundas nupcias con Bernardino Fernández de Velasco, condestable de Castilla. En 1484 Blanca Herrera donó a su marido las villas de Pedraza de Campos y Torremormojón. Los Fernández de Velasco eran los condestables de Castilla y así la villa pasó por herencia a los condes de Benavente.

### Edad Moderna

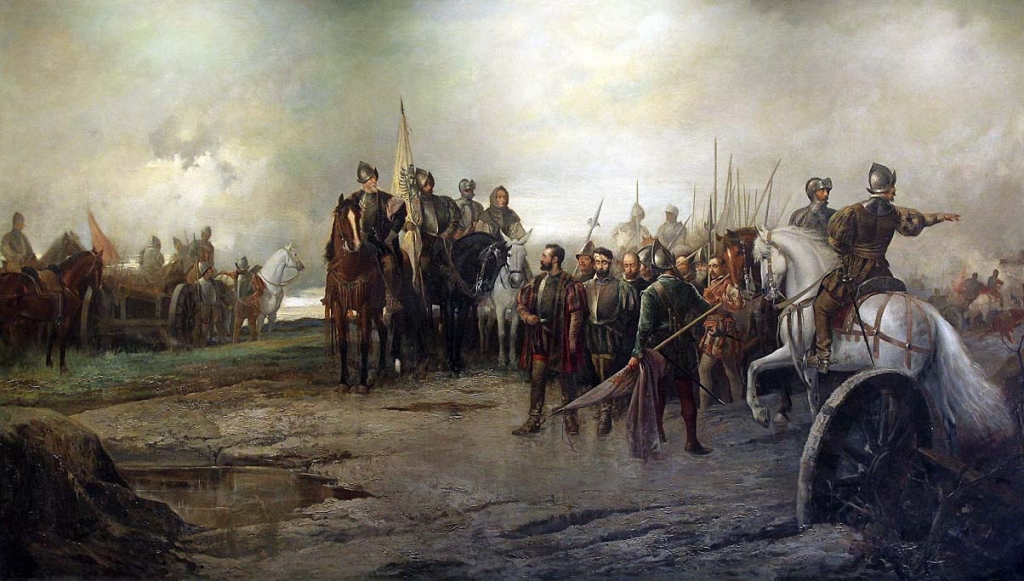
Tropas comuneras y realistas en la batalla de Villalar

Torremormojón estuvo envuelto en las luchas de la guerra de las Comunidades de Castilla —comuneros— contra las tropas del emperador. El 15 de enero de 1521 el ejército imperial quiso tomar Ampudia, que eran seguidora de los comuneros, pero al acudir en su ayuda Padilla y Acuña las tropas reales se retiraron y se refugiaron en Torremormojón. Estuvieron poco tiempo en la villa, abandonándola a su suerte ante el avance de las tropas comuneras, que llegaron a ponerle cerco. Los habitantes de La Torre salieron en procesión pidiendo a los comuneros que no permitieran el saqueo; pero fue inútil, y los días 16 y 17 de enero fueron víctimas del pillaje quedando la villa empobrecida y en decadencia.
En el siglo XVII Torremormojón se recuperó económicamente algo gracias a los emigrantes que habían hecho fortuna en América. Además en 1602 el obispo de Orense y Plasencia, Pedro González de Acevedo (1534-1609) dictó una escritura de donación para ayudas económicas en fundaciones pías que estuvieron en vigor hasta la Desamortización.

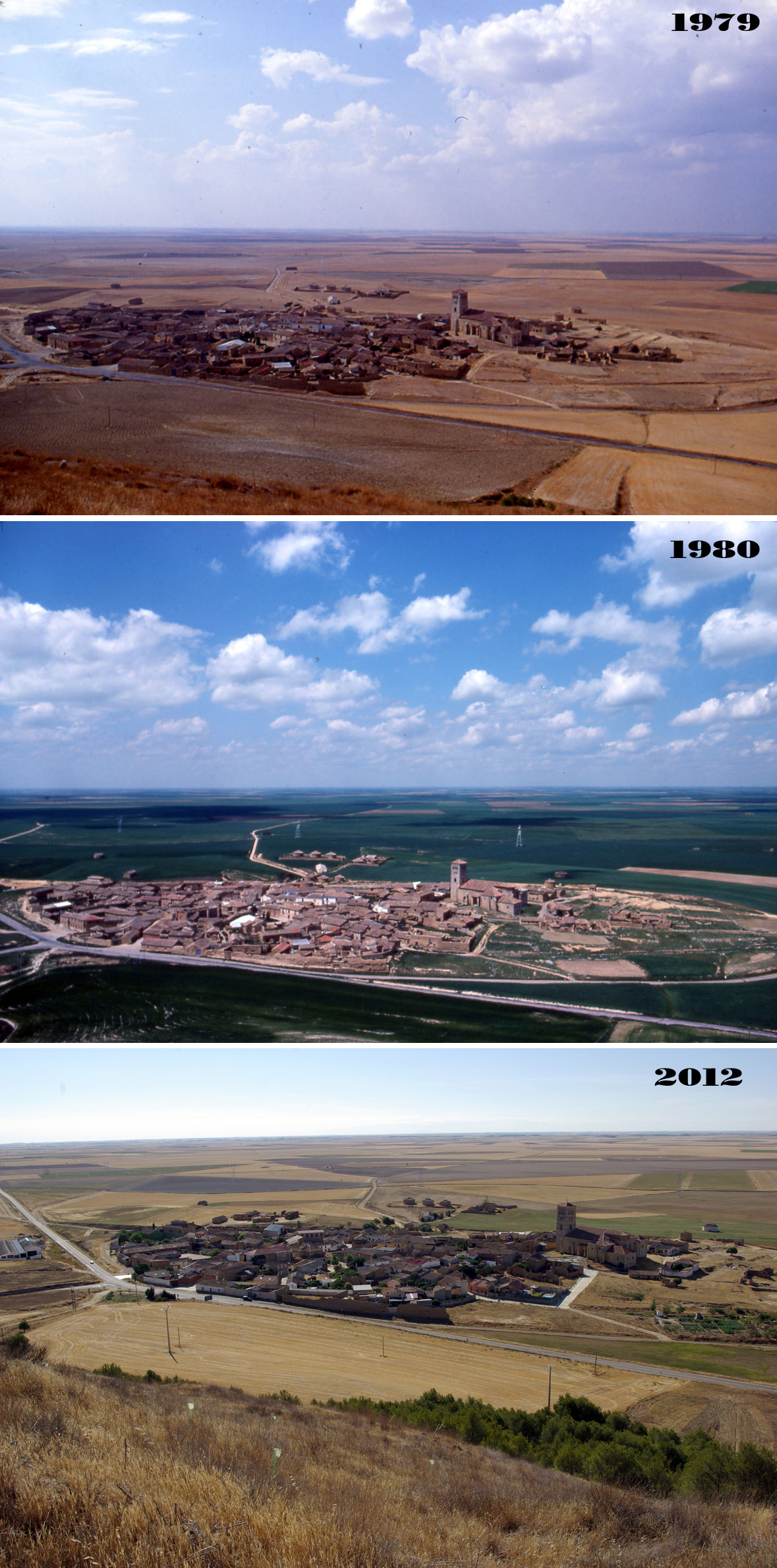
Torremormojón a través del tiempo

Las donaciones tuvieron un capital de 50 000 ducados y una renta de 2500 ducados. Nombró patronos de las fundaciones a los descendientes de sus hermanos —muy numerosos— con la exigencia de que demostrase el apellido y las armas:

Item ordeno que el patrono descendiente de mis señores padres se haya de llamar González Acevedo, o solo este nombre o con otro si lo tuviere, y tenga las armas dellos, y si no, pierda el patronazgo.
Pedro González de Acevedo

### Edad Contemporánea
A principios del siglo XIX, Sebastián Miñano, en su Diccionario geográfico y estadístico de España y Portugal (1826-1829), lo llama Torre de Mormojón e indica que es villa señorial de la provincia y obispado de Palencia y partido de Campos. Su población era de 708 habitantes y la describe al pie de una cuesta en cuya eminencia se encuentra el castillo arruinado. Su elevada posición, señala, la hace visible desde lejos de ahí la denominación que recibe de Estrella de Campos. Tras la caída del Antiguo Régimen quedó constituido en ayuntamiento constitucional. 
A mediados del siglo XIX, Pascual Madoz, en su Diccionario geográfico-estadístico-histórico de España y sus posesiones de Ultramar, también lo llama Torre de Mormojón y lo sitúa en la provincia, diócesis y partido judicial de Palencia y audiencia territorial y capitanía general de Valladolid. Describe el lugar al pie de una colina en cuya cima se levanta el castillo y señala que goza de un clima sano aunque frío en invierno al soportar los vientos del norte. Enumera 460 casas, iglesia de Nuestra Señora del Castillo, iglesia de Nuestra Señora del Campanil, que fue convento de monjas de la Piedad, casa consistorial, escuela y castillo, arruinado y lleno de escombros. Señala que carece de fuentes dentro de la población y solo dos en su término que se secan en años secos, teniendo que acudir sus vecinos a abastecerse de los caños de Ampudia. A las afueras de la población describe una charca de agua donde bebe el ganado buena parte del año. Su población era de 425 vecinos, 650 almas.
Tras ese máximo de población, en la segunda mitad del siglo XX, y al igual que ocurrió en el resto del país, la localidad sufrió las consecuencias del éxodo rural hacia otros núcleos en busca de nuevas oportunidades de trabajo y perdió más de 300 habitantes entre 1950 y 1981. En 1955 el municipio pasó a depender eclesiásticamente de la diócesis de Palencia.

## Demografía
Según el padrón municipal de habitantes de 2015 del INE, el municipio contaba con 55 habitantes, de los cuales 31 (56,36 %) eran hombres y 24 (43,63 %) eran mujeres. Al igual que en otras muchas localidades de Tierra de Campos, la población ha registrado un progresivo descenso desde el último tercio del siglo XX como consecuencia del envejecimiento de la población, la escasez de nacimientos y, principalmente, la emigración a las ciudades.
Pirámide de población
Los datos de la pirámide de población de 2015 se pueden resumir así:
- La población menor de 20 años es el 3,64 % del total.
- La comprendida entre 20-40 años es el 23,64 %.
- La comprendida entre 40-60 años es el 12,73 %.
- La mayor de 60 años es el 60 %.

Evolución de la población
| Gráfica de evolución demográfica de Torremormojón entre 1842 y 2015 |
| |
| Población de derecho (1842-1897, excepto 1857 y 1860 que es población de hecho) según los censos de población del siglo XIX. Población de derecho (1900-1991) o población residente (2001-2011) según los censos de población del INE. Población según el padrón municipal de 2015 del INE. |

Movimiento migratorio
En cuanto al colectivo inmigrante, según el padrón municipal de 2015 del INE, en Torremormojón residían 4 personas (2 hombres y 2 mujeres) procedentes de otros países, todas ellas de Marruecos.
Evolución de la población en el siglo XXI
| Gráfica de evolución demográfica de Torremormojón entre 2000 y 2020 |
|                                                                     |
| Población de derecho (2000-2020) según el padrón municipal del INE  |

## Administración y política
Administración municipal
La administración local del municipio se realiza a través de un ayuntamiento de gestión democrática, cuyos componentes se eligen cada cuatro años por sufragio universal. El censo electoral está compuesto por todos los residentes empadronados en Torremormojón, mayores de 18 años y con nacionalidad de cualquiera de los países miembros de la Unión Europea. Según lo dispuesto en la Ley del Régimen Electoral General, que establece el número de concejales elegibles en función de la población del municipio, la corporación municipal está formada por 3 ediles, los cuales se han distribuido de la siguiente forma en los últimos años:
| Partido político | 1979    | 1979       | 1983    | 1983       | 1987  | 1987       | 1991    | 1991       | 1995    | 1995       | 1999    | 1999       |
| Partido político | % votos | concejales | % votos | concejales | votos | concejales | % votos | concejales | % votos | concejales | % votos | concejales |
| PP               | -       | -          | 49,18   | 5          | 60,00 | 5          | 96,61   | 3          | 72,41   | 5          | 98,33   | 3          |
| Independiente    | 50,85   | 5          | -       | -          | -     | -          | -       | -          | -       | -          | -       | -          |

| Partido político | 2003    | 2003       | 2007    | 2007       | 2011  | 2011       | 2015  | 2015       | 2019  |            |
| Partido político | % votos | concejales | % votos | concejales | votos | concejales | votos | concejales | Votos | concejales |
| PP               | 92,73   | 3          | 88,37   | 3          | 88,64 | 3          | 70,73 | 3          | 75,68 | 3          |
| PSOE             | 5,45    | 0          | 4,65    | 0          | 0     | 0          | 7,32  | 0          | 13,51 | 0          |

Administración judicial
Torremormojón pertenece al partido judicial número 1 de la provincia de Palencia, con sede en Palencia. La demarcación de este comprende dicha ciudad y otros municipios de su entorno, y cuenta con seis juzgados de primera instancia e instrucción, un juzgado de lo contencioso-administrativo, un juzgado de menores, un juzgado de lo penal y dos juzgados de lo social.

## Economía y recursos

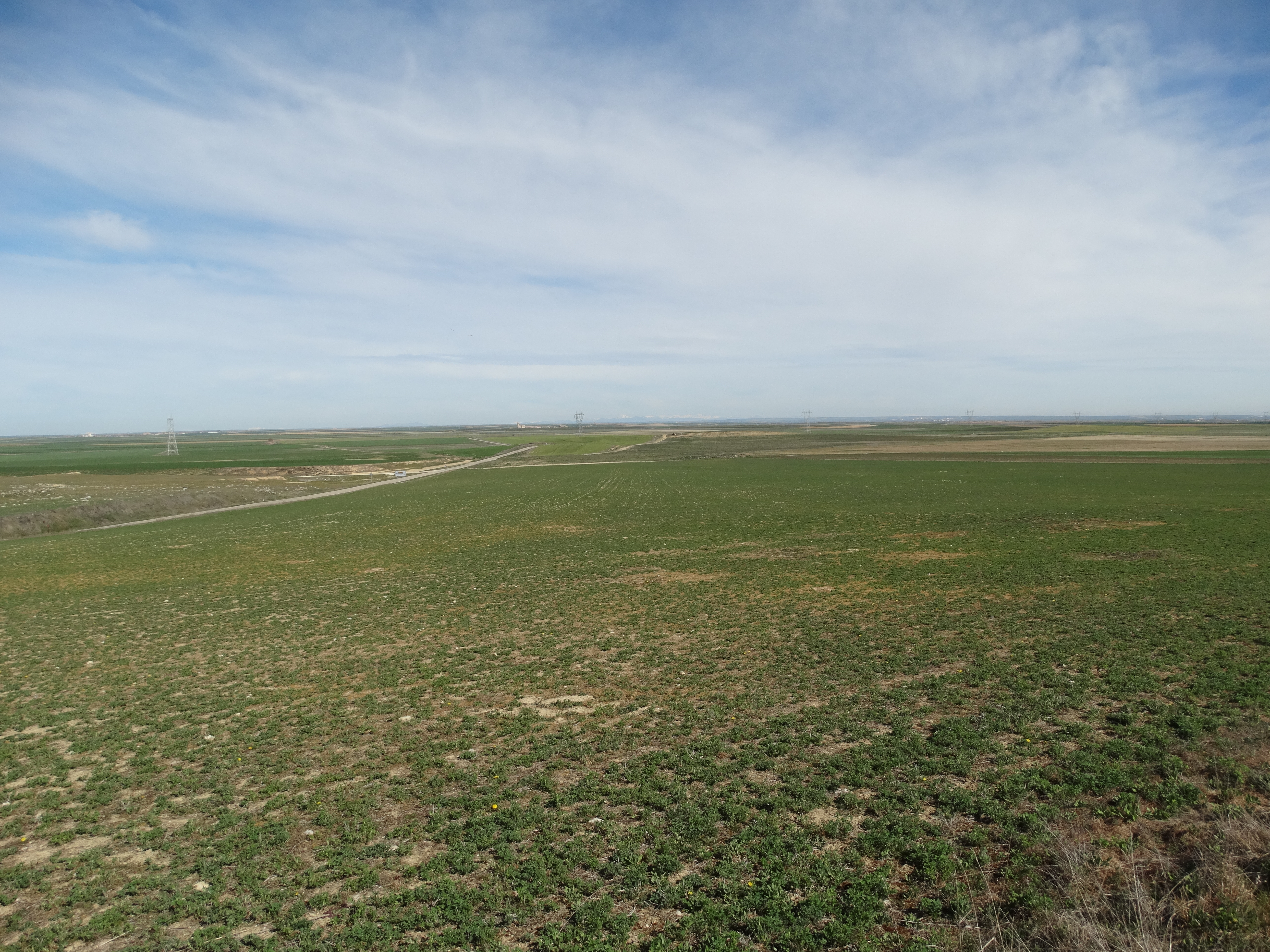
Campos de cultivo aledaños en la Tierra de Campos

La economía del municipio se basa principalmente en el sector primario: cultivos de secano cerealista (cebada, trigo, avena), alfalfa, vezas y girasol, y ganadería ovina. En el siglo XIX Sebastián Miñano señalaba que producía vino blanco, trigo, cebada, morcajo (mezcla de trigo y centeno) y legumbres; se explotaba yeso y talco y contaba con monte y buenos pastos. La ganadería era lanar y cabría y entre los oficios de sus habitantes se encontraban el de la arriería y lanero. Años después, Pascual Madoz describe su terreno como fértil en su zona norte y estéril al sur, en la zona de páramo, donde se podía hallar monte de roble y encina. Producía trigo, cebada, avena, patatas, legumbres y vino, y se criaba ganado lanar. Fue también importante, como en el resto de Tierra de Campos, la producción de pichones en los palomares. 
En su terreno, y compartido con Pedraza de Campos, se ubica un parque eólico con capacidad de generar 25 megavatios. En cuanto al desempleo, en agosto de 2016 el paro afectaba a 3 personas, 2 hombres y 1 mujer, todos ellos del sector servicios.

## Servicios públicos
Educación
El municipio no cuenta con centros educativos por lo que, a nivel de educación infantil y primaria, sus alumnos acuden al CEIP «Conde de Vallellano» de Ampudia, y en cuanto a educación secundaria, sus estudiantes han de acudir a los institutos ubicados en Palencia. Tales centros están gestionados por la Consejería de Educación de la Junta_de_Castilla_y_León a través de la Dirección Provincial de Educación de Palencia.
Sanidad y servicios sociales
El sistema sanitario del municipio se presta a través del sistema gestionado por Sacyl (Sanidad Castilla y León) mediante un consultorio médico, dependiente del centro de salud de Villarramiel. Este cuenta con un servicio de guardia y en él se centraliza la zona básica de salud «Villarramiel», que atiende a un total de 19 municipios. Las farmacias más cercanas se encuentran en Ampudia y Villarramiel, y en relación con centros hospitalarios, sus habitantes han de acudir al existente en Palencia. En cuanto a servicios sociales, Torremormojón se acoge al Centro de Acción Social (CEAS) de Villarramiel.

## Transporte y comunicaciones
Red viaria

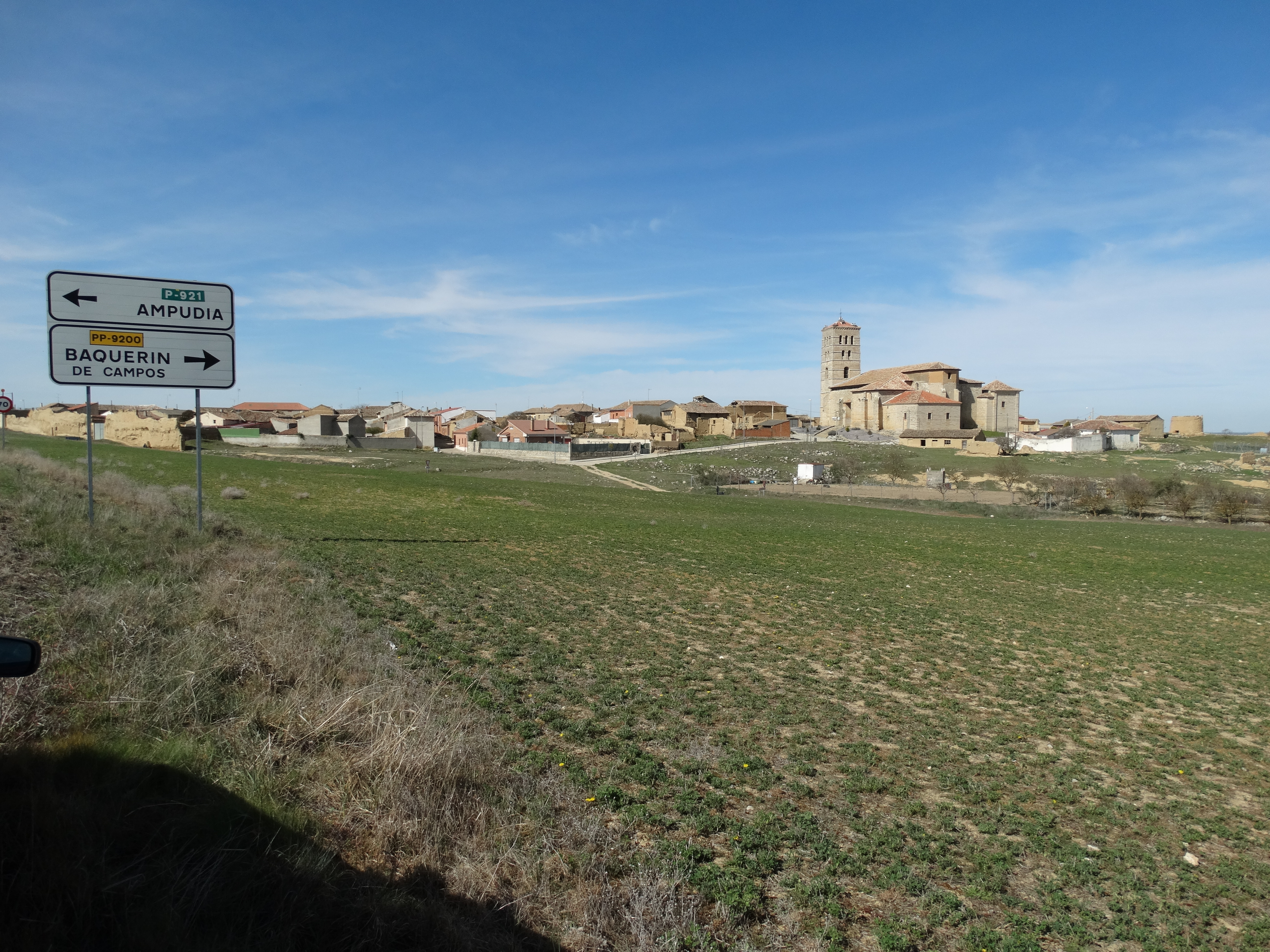
Vista de Torremormojón desde la carretera de Palencia

Torremormojón está integrada en la red principal de comunicaciones gracias a la carretera autonómica CL-612, que une Palencia y Zamora. Además, está conectada con otras localidades de su en torno a través de dos viales de la red secundaria provincial, la carretera P-920 que une con Baquerín de Campos y la carretera P-921 que une con Ampudia.
| Identificador | Denominación         | Itinerario                                         |
| ------------- | -------------------- | -------------------------------------------------- |
| CL-612        | Carretera autonómica | Discurre entre Palencia y Zamora.                  |
| P-920         | Carretera provincial | Discurre entre Torremormojón y Baquerín de Campos. |
| P-921         | Carretera provincial | Discurre entre Torremormojón y Ampudia.            |

Otros medios
Para el transporte por ferrocarril la estación más cercana es la de Palencia, a 26 km, que ofrece servicios de Media Distancia a Valladolid, León, Logroño, Burgos, Vitoria, Madrid, Salamanca, Ávila y Santander, y servicios de larga distancia y AVE a Madrid, León, La Coruña y Barcelona, entre otros. Para el transporte por autobús cuenta con servicios locales a Fuentes de Nava, Villarramiel, Palencia y Valladolid. Por su parte, para el transporte aéreo, la opción más cercana es el aeropuerto de Valladolid, situado a 41 km.

## Patrimonio histórico-artístico
La población fue creciendo al pie del castillo. El pueblo conserva todavía en el siglo XXI un aspecto homogéneo con un caserío de arquitectura tradicional, en su mayoría con fachadas de piedra de buena cantería que en muchos casos fue reutilizada de los muros del castillo. Se mantienen en pie algunas casas nobiliarias y las ruinas del antiguo convento de Santa María de la Piedad, de monjas dominicas, que tras su abandono y traslado a Palencia fue rehabilitado como panera o pósito.
El edificio más notable es la iglesia parroquial de Santa María del Castillo con elementos románicos de los siglos XII y XIII aunque construida casi en su totalidad en estilo gótico. Muy cerca de la iglesia está el edificio de la casa consistorial. En el siglo XIX la localidad tenía una escuela para niños de ambos sexos. Cuenta con cementerio en un paraje adecuado, y cercanos, un conjunto de palomares cilíndricos que en su día tuvieron gran actividad.

Caserío tradicional
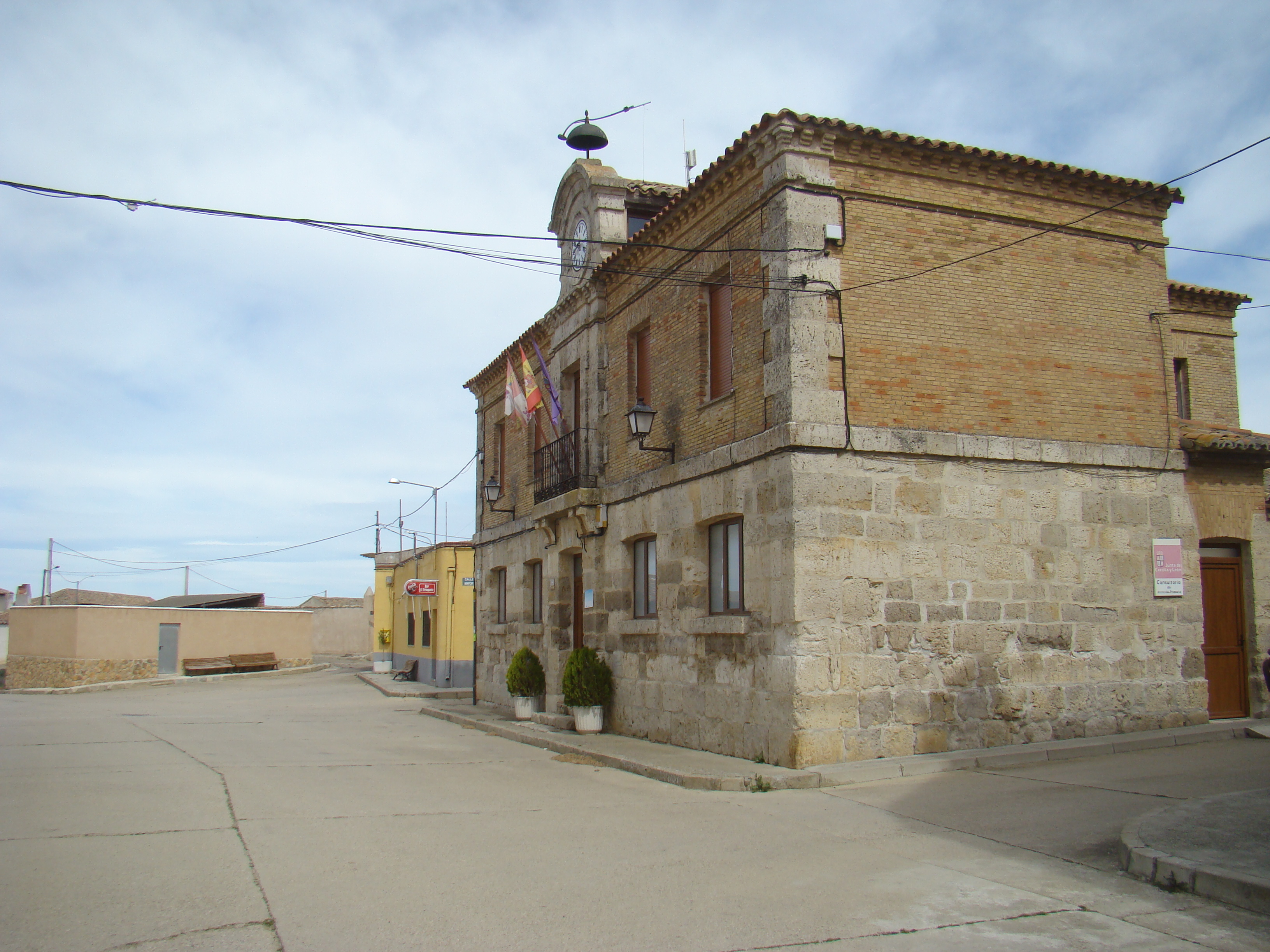
Edificio del Ayuntamiento
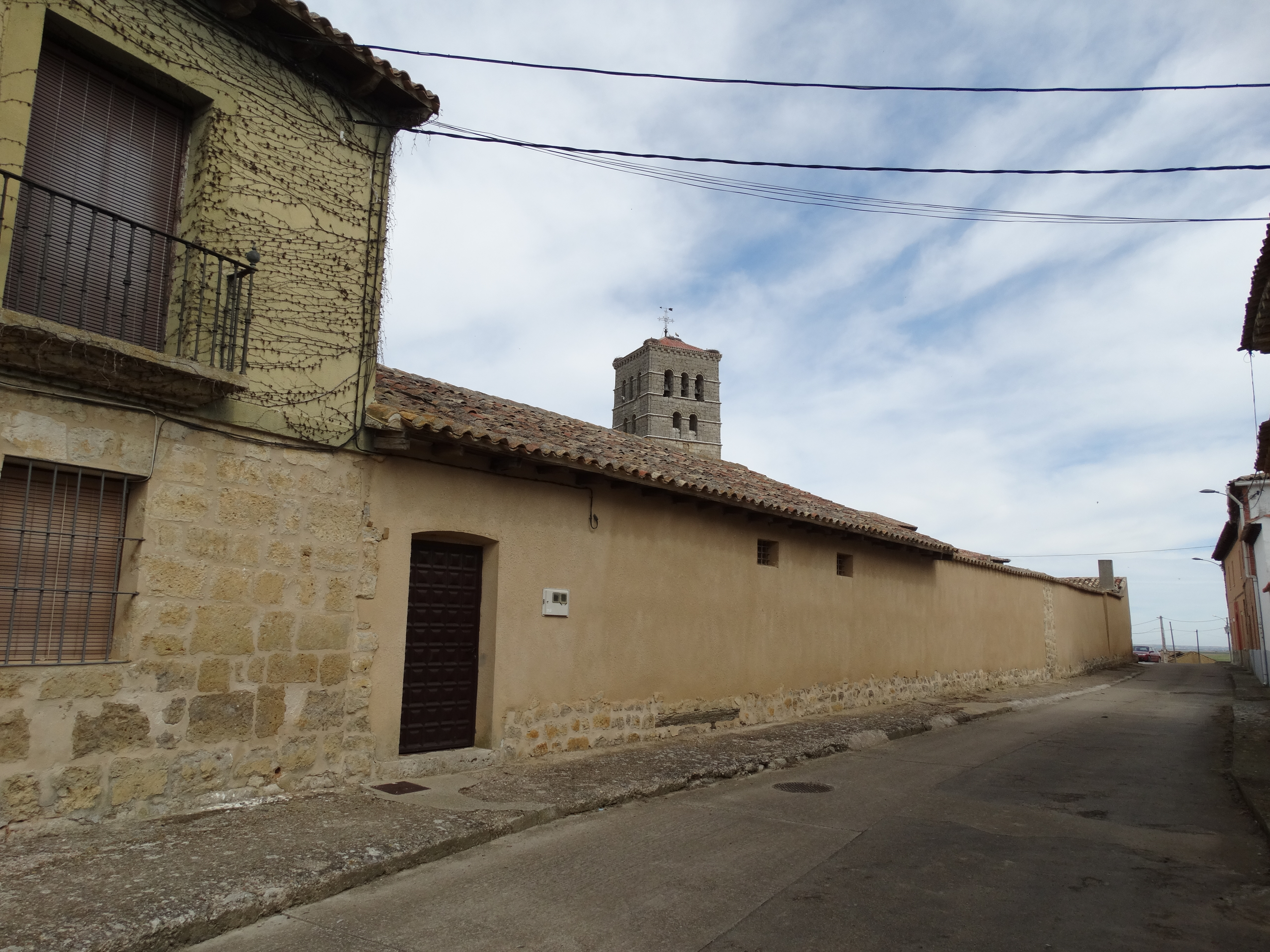
Caserío tras la iglesia
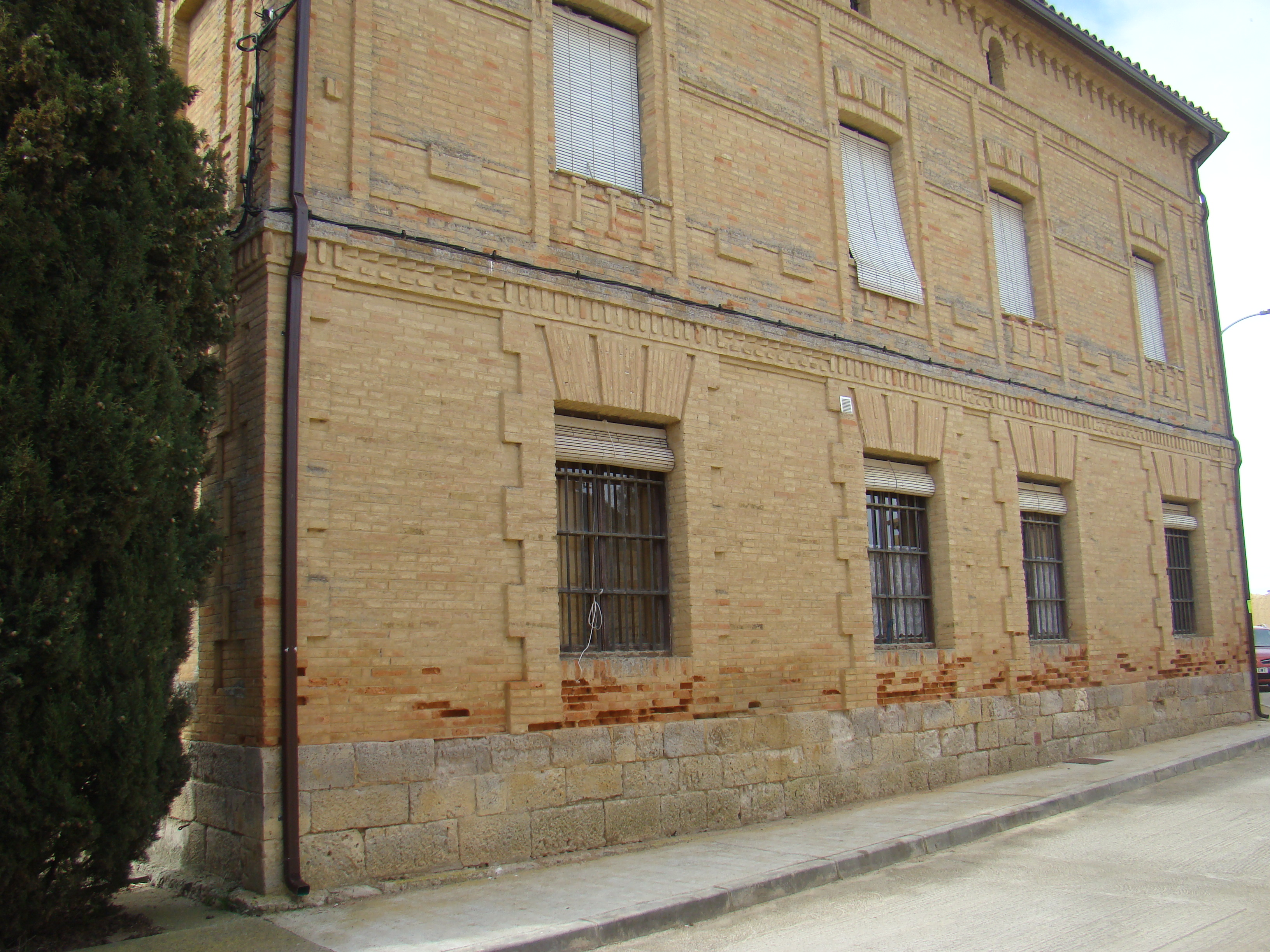
Arquitectura en ladrillo

### Iglesia de Santa María del Castillo
La iglesia de Santa María del Castillo es la iglesia parroquial de la localidad. Es un importante templo de tres naves con ábside poligonal. Cuenta con una buena torre del románico tardío, de buen tamaño, muy sobria y de aspecto militar. En su arquitectura se pueden adivinar las distintas etapas de su construcción o remodelación, desde la segunda mitad del siglo XII pasando por los siglos XIII, XIV, XV, XVI, XVII y XVIII. Sus capillas se embellecen con buena decoración y obras de arte gracias a los diversos mecenazgos. Destaca el retablo mayor, obra escultórica con alguna pintura, en madera policromada, realizado en el segundo cuarto del siglo XVI, siguiendo la corriente del plateresco con el estilo característico de Juan Ortiz el Viejo I y de Juan de Valmaseda, En este retablo mayor dejaron buenas obras escultóricas además los maestros Francisco Giralte y Juan de Cambray. Además del retablo mayor hay otros retablos de calidad, como el del maestro de Calzada —obra pictórica cuya datación está escrita al pie en caracteres góticos: año MDXI (1511)—, el de Juan de Villoldo y el de Manuel de Saldaña.
La iglesia está declarada monumento histórico-artístico.

Iglesia de Santa María del Castillo
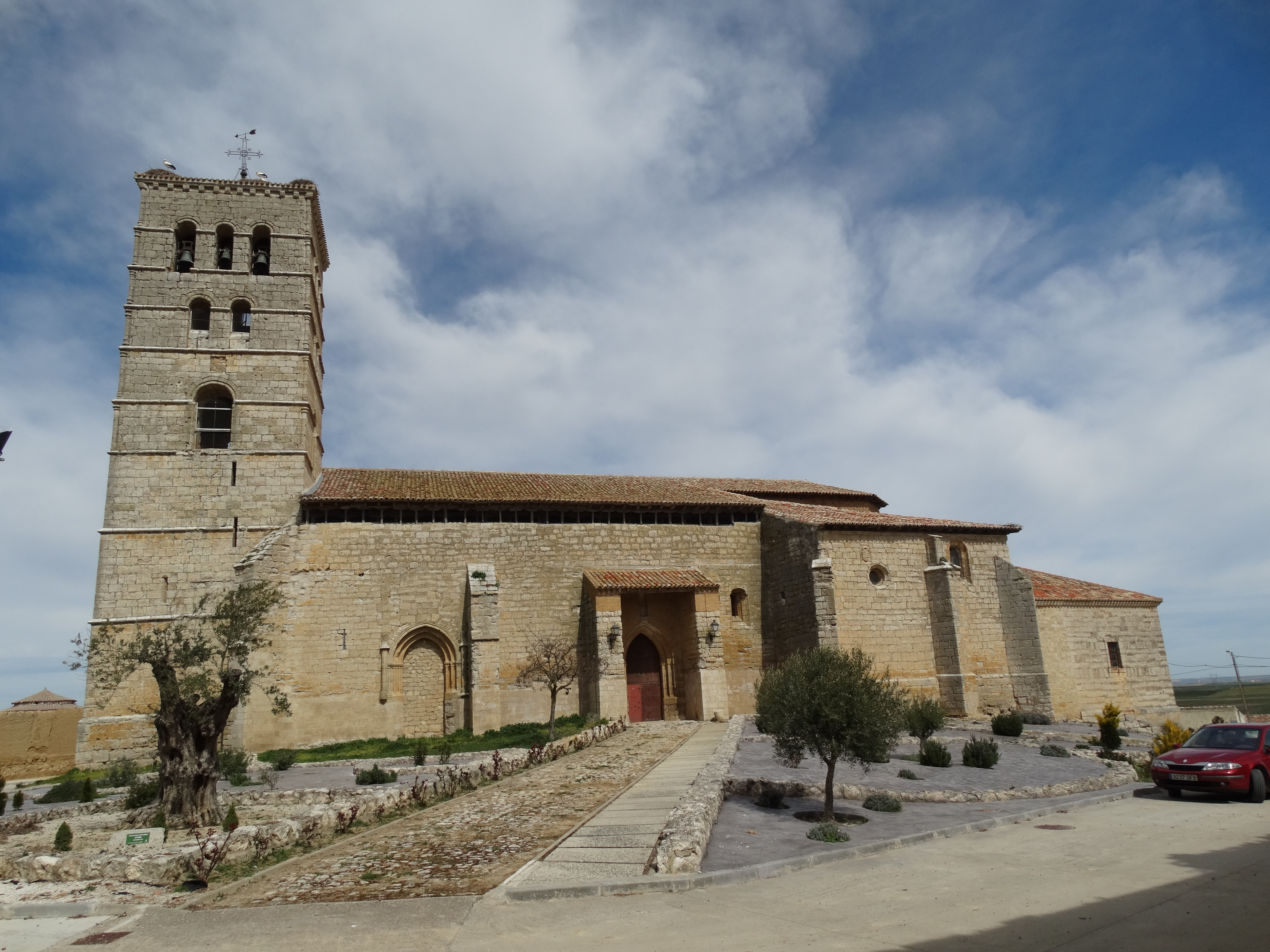
Vista general
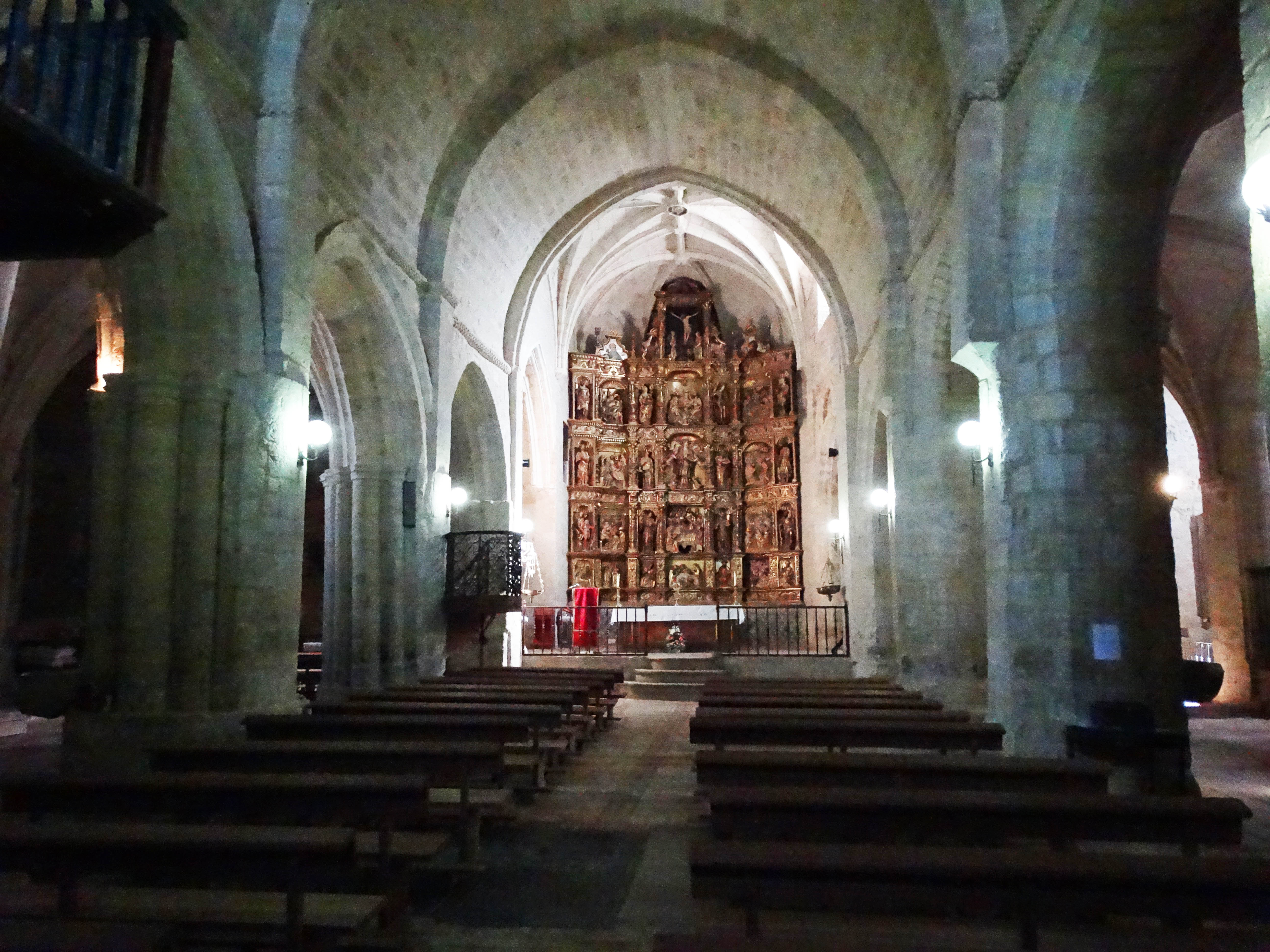
Nave central
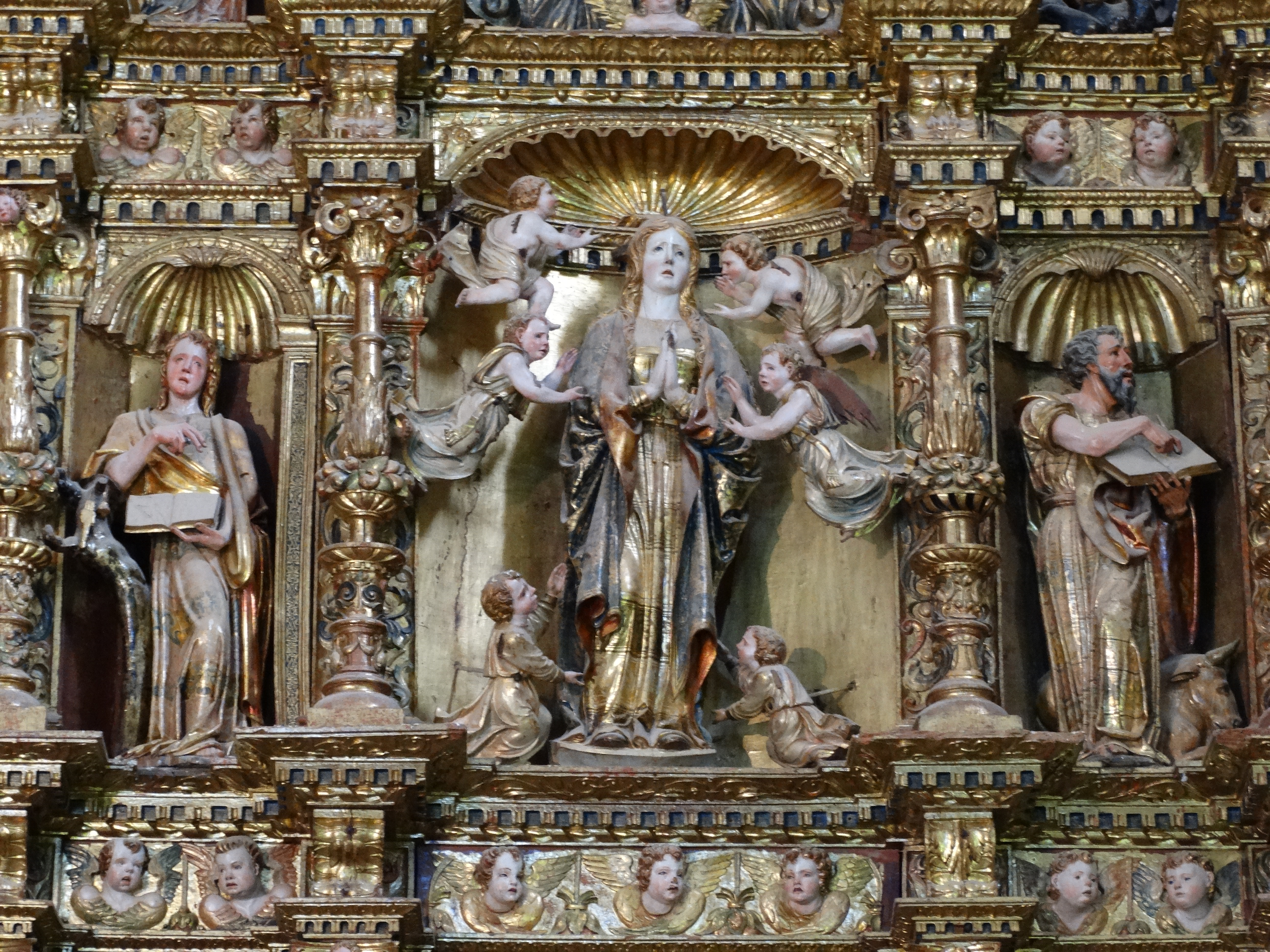
Retablo mayor; Asunción de la Virgen atribuido a Juan de Valmaseda

### Castillo
El castillo, en estado semirruinoso, se encuentra en un cerro que forma parte de las estribaciones de los montes Torozos. A sus pies, ya formando parte de la Tierra de Campos, se extiende la puebla. Hubo edificios defensivos más antiguos en el mismo lugar hasta que finalmente se construyó el definitivo hacia mediados del siglo XV, cuyas ruinas pueden verse todavía en 2016. El castillo tuvo una historia intensa que corrió pareja a la historia de la propia villa de Torremormojón. Por su situación estratégica, que domina una gran extensión de Tierra de Campos, obtuvo el apelativo de «estrella de Campos», nombre con el que se le conoce todavía en la comarca. El 6 de septiembre de 1878 fue declarado monumento histórico-artístico por Real Orden del Ministerio de Fomento a pesar de lo cual fue sufriendo destrucción y expolio a través de más de un siglo.
El castillo está incluido en la Lista roja de patrimonio en peligro de la asociación para la defensa del patrimonio Hispania Nostra.

### Convento de Santa María de la Piedad

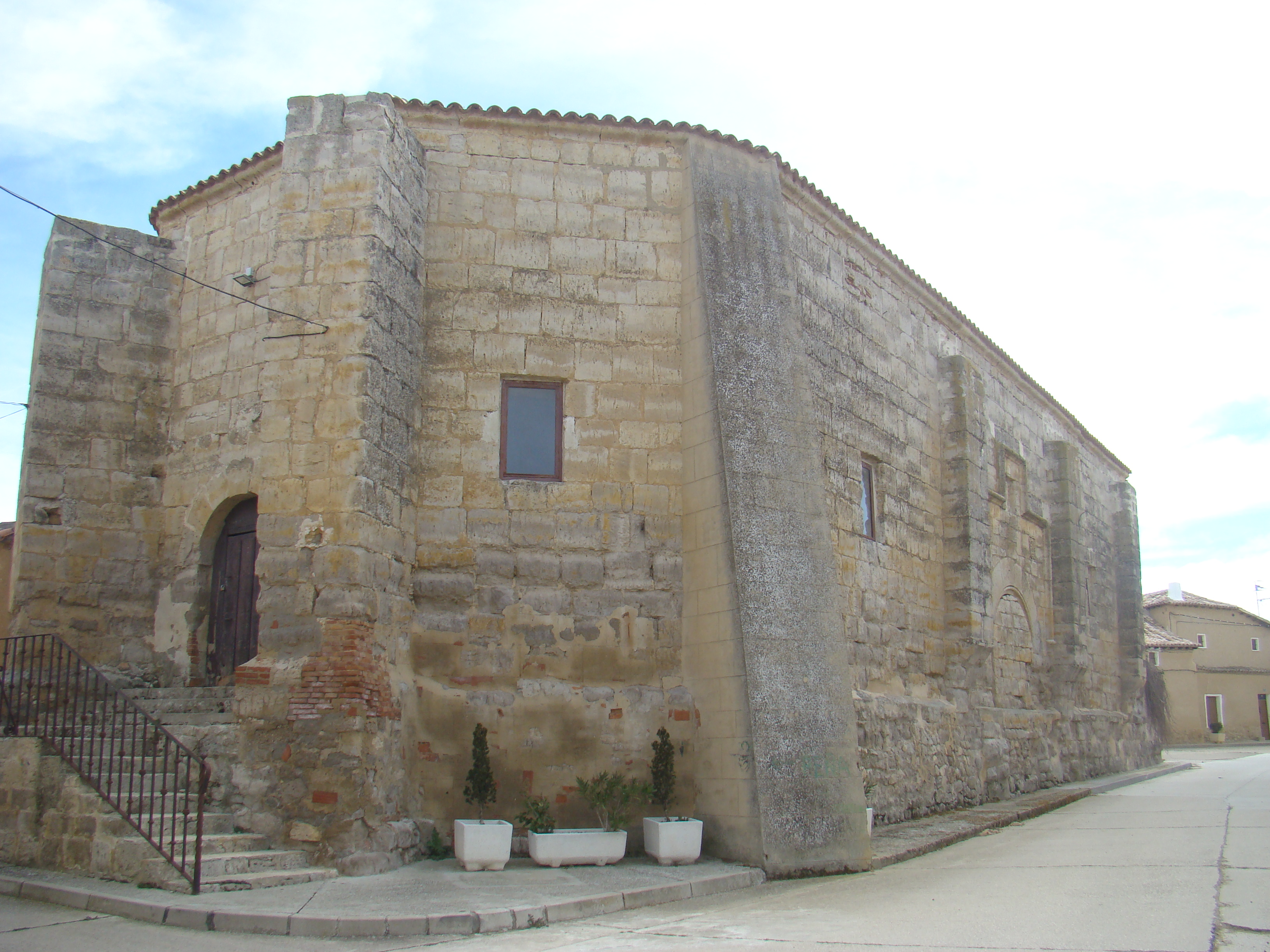
Convento de Santa María de la Piedad

El convento de Santa María de la Piedad está situado muy cerca de la plaza de la villa. Fue una fundación de principios del siglo XVI del arcediano Juan García de Ubaldes destinado a las monjas dominicas bajo la advocación de Santa María de la Piedad. El 7 de marzo de 1527, siendo abadesa del convento María García de Ubaldes, el arcediano fundador visitó a la comunidad, alcanzándole la muerte pocos días después. La voluntad del arcediano, según su testamento, era ser enterrado en dicho convento de su fundación pero las monjas tuvieron la prudencia de meter al fallecido en un ataúd y dejarlo en depósito a la espera de que las autoridades dieran el consentimiento. Sobre la puerta del edificio se ven los escudos del arcediano como símbolo y testimonio de su fundación: Cuartelado 1 y 4, de oro con dos fajas de azur; 2 y 3, de oro con una garza de azur más los atributos de la dignidad eclesiástica. 
En 1540 las monjas dominicas se trasladaron a Palencia para alojarse en un convento cercano al masculino de San Pablo. Hicieron el traslado llevando consigo los huesos del arcediano que finalmente había sido enterrado en el convento. Mientras se construía la nueva iglesia obtuvieron permiso para utilizar la iglesia de Santa Marina. En el año 1744 se terminó de construir el templo del convento en estilo barroco.

Escudos del arcediano Ubaldes en el convento de Santa María de la Piedad
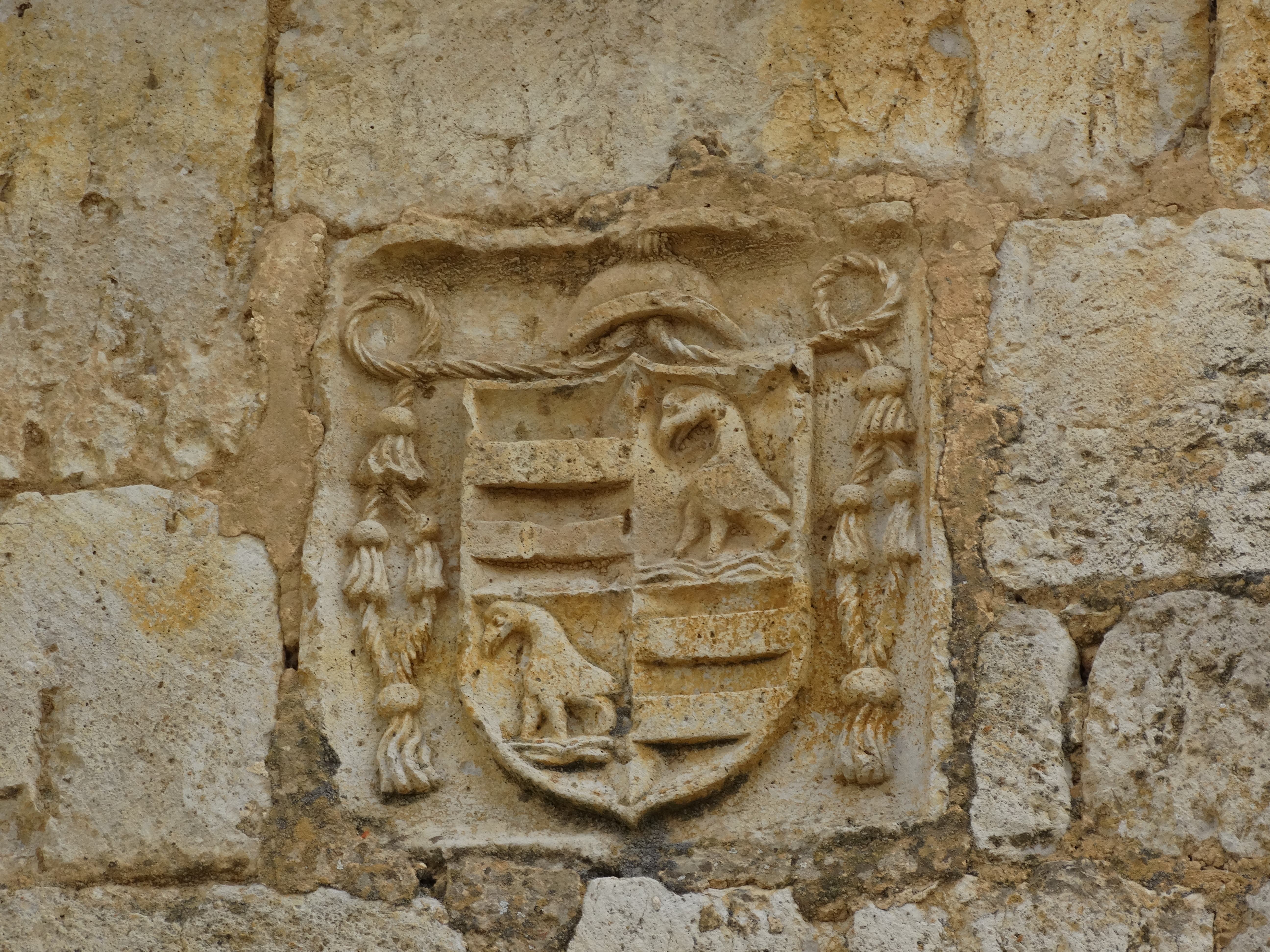
Escudo en la fachada
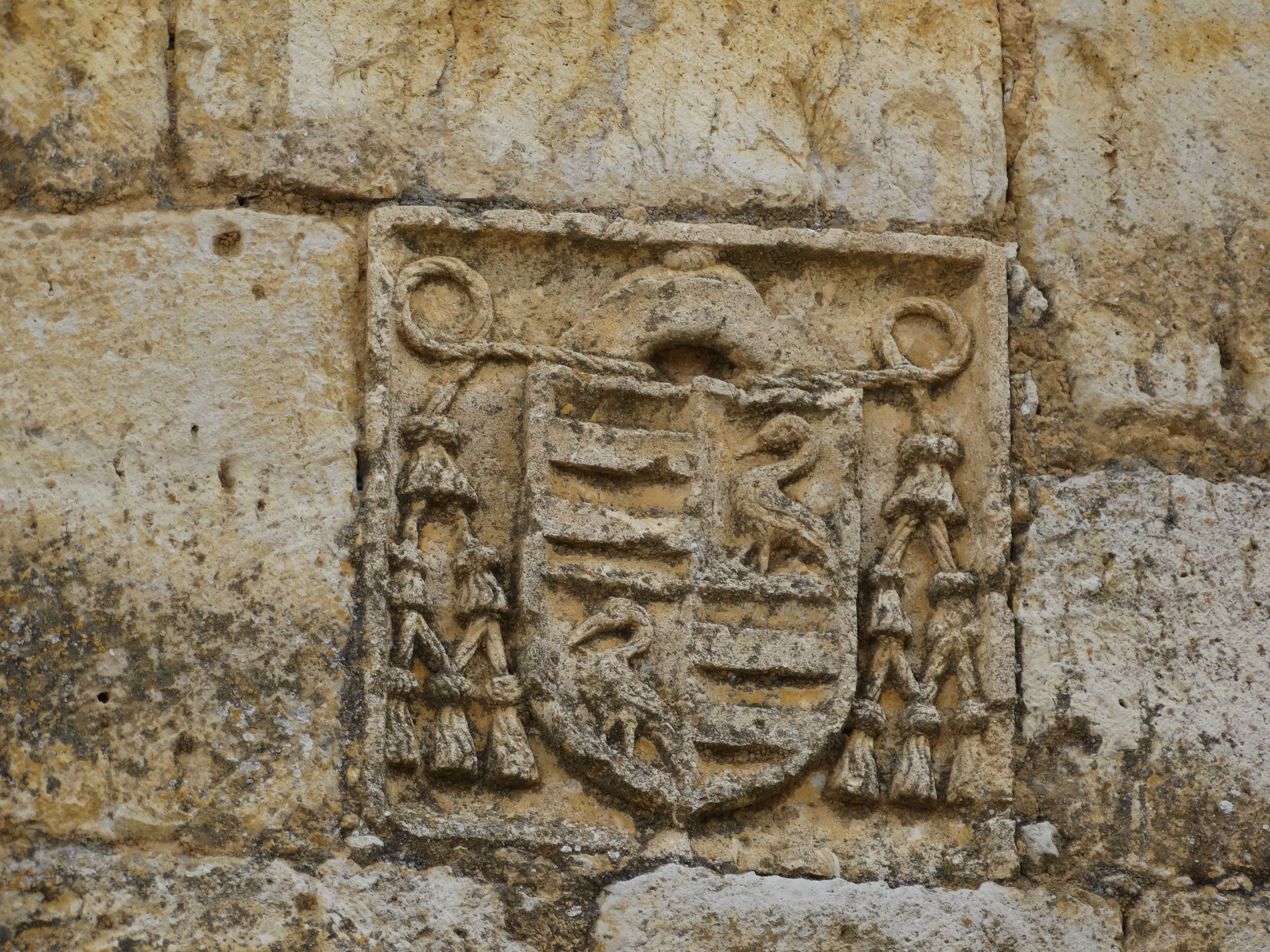
Otro escudo en la fachada

### Heráldica y personajes
Independientemente del papel histórico-político que jugaron grandes personajes en el gobierno del castillo y la villa, en Torremormojón hubo familias y personas de gran relevancia que aportaron mecenazgo y otras ayudas económicas.
Uno de los personajes históricos más ilustres de esta villa fue Juan García de Ubaldes, arcediano de Cerrato y de Tierra de Campos, nacido en Torremormojón y autor de dos fundaciones importantes: el monasterio de Santa María de la Piedad, en cuya fachada se conservan sus escudos labrados en piedra, y la capilla que antiguamente se llamaba de Nuestra Señora de Fébribus, en la iglesia de Santa María del Castillo, que sirvió de enterramiento habitual de la familia Castro y la familia Velasco. La heráldica del arcediano se ve en distintos sitios de esta capilla así como en la clave de la capilla mayor y en la reja del coro.

Escudos de Juan García de Ubaldes en la iglesia de Santa María del Castillo
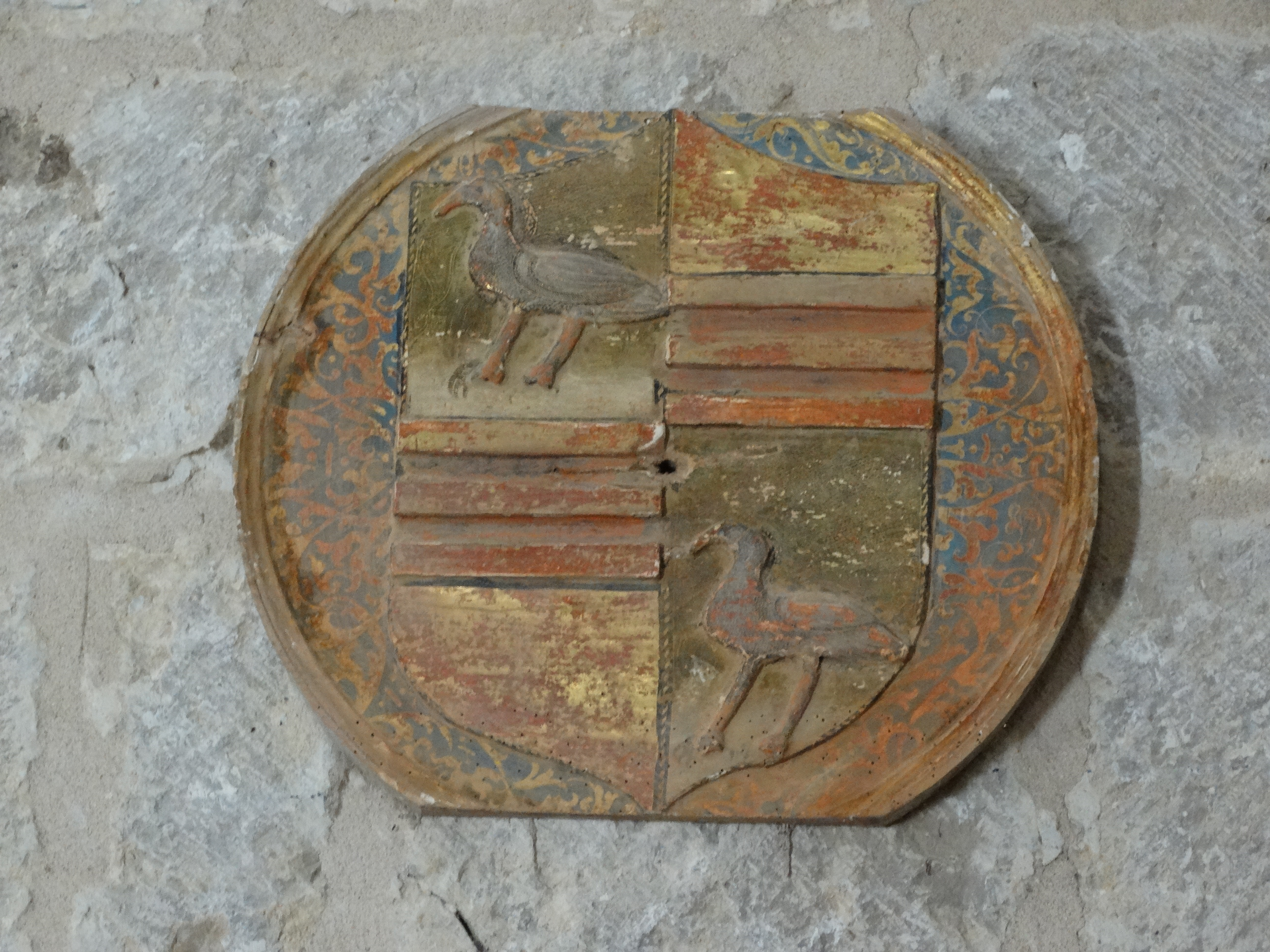
Escudo interior
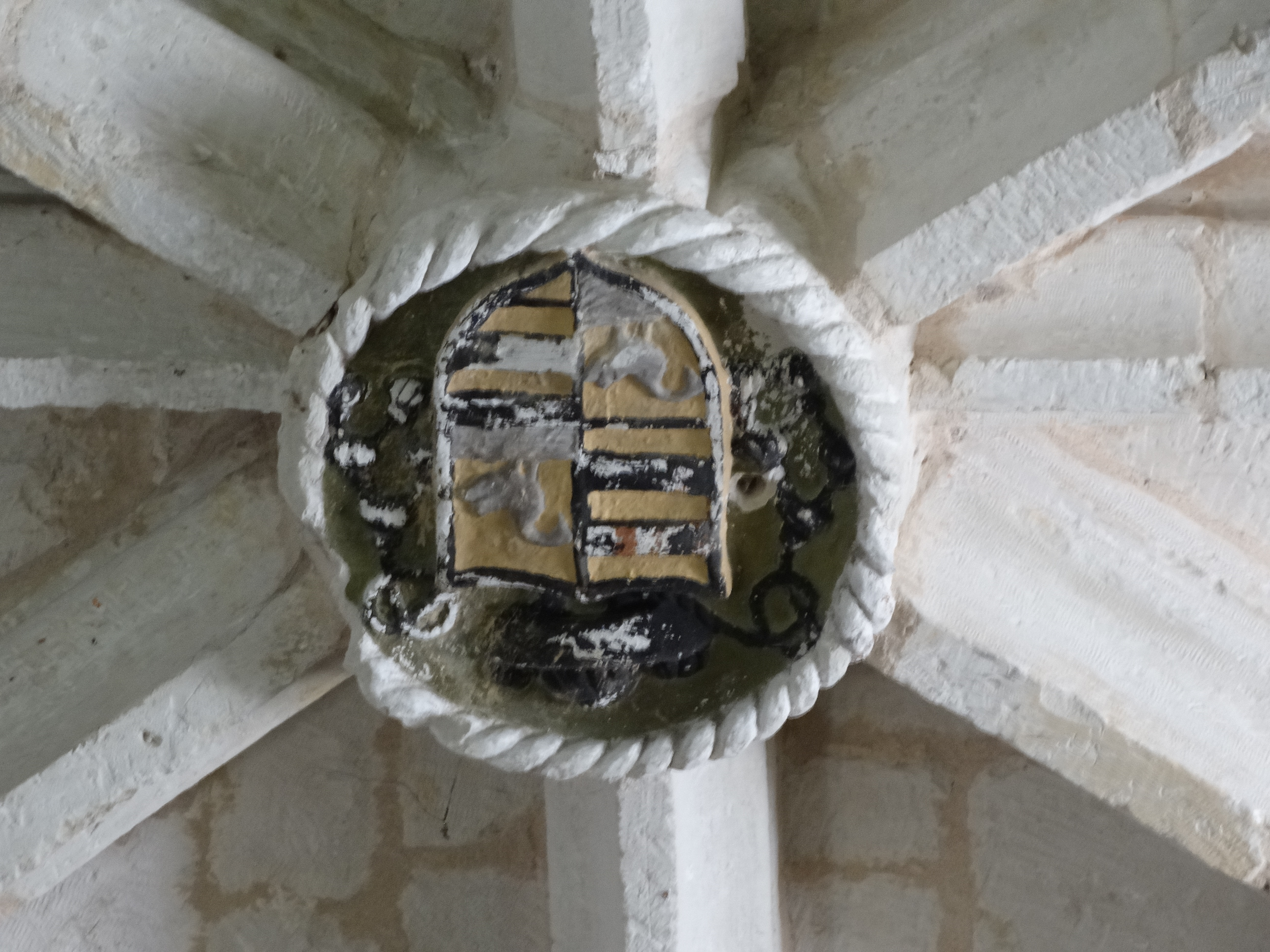
Escudo interior
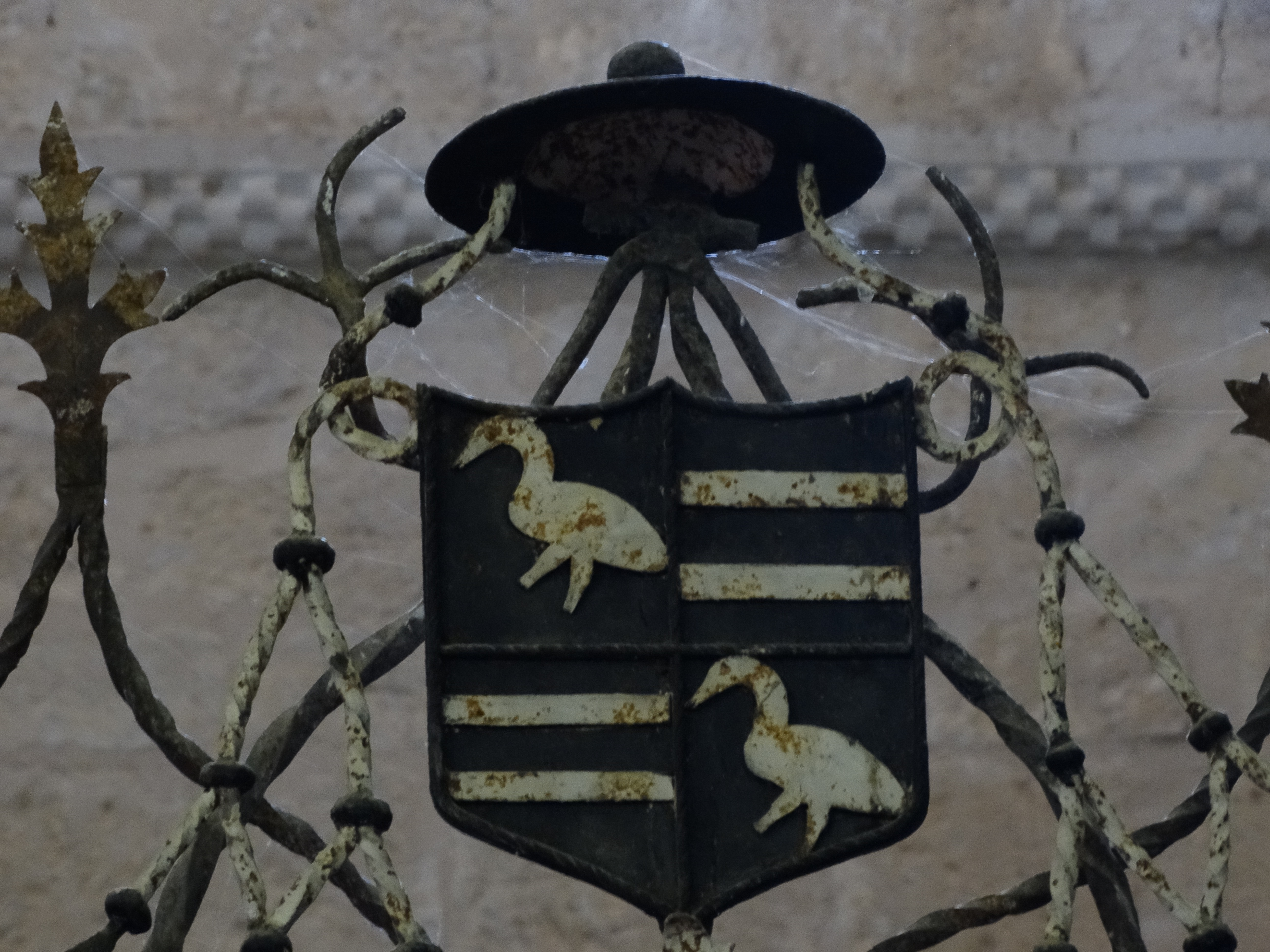
Escudo interior
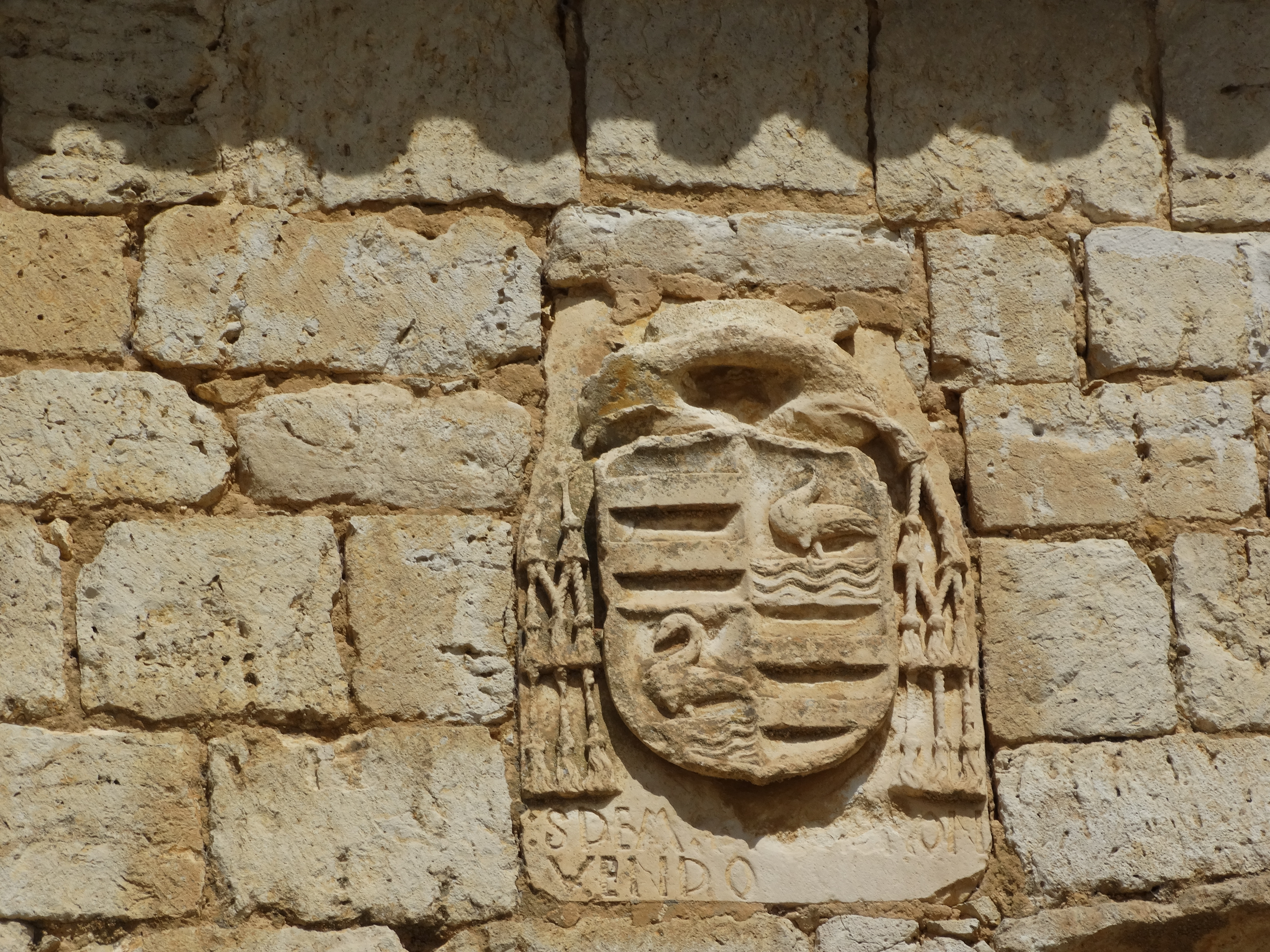
Escudo exterior

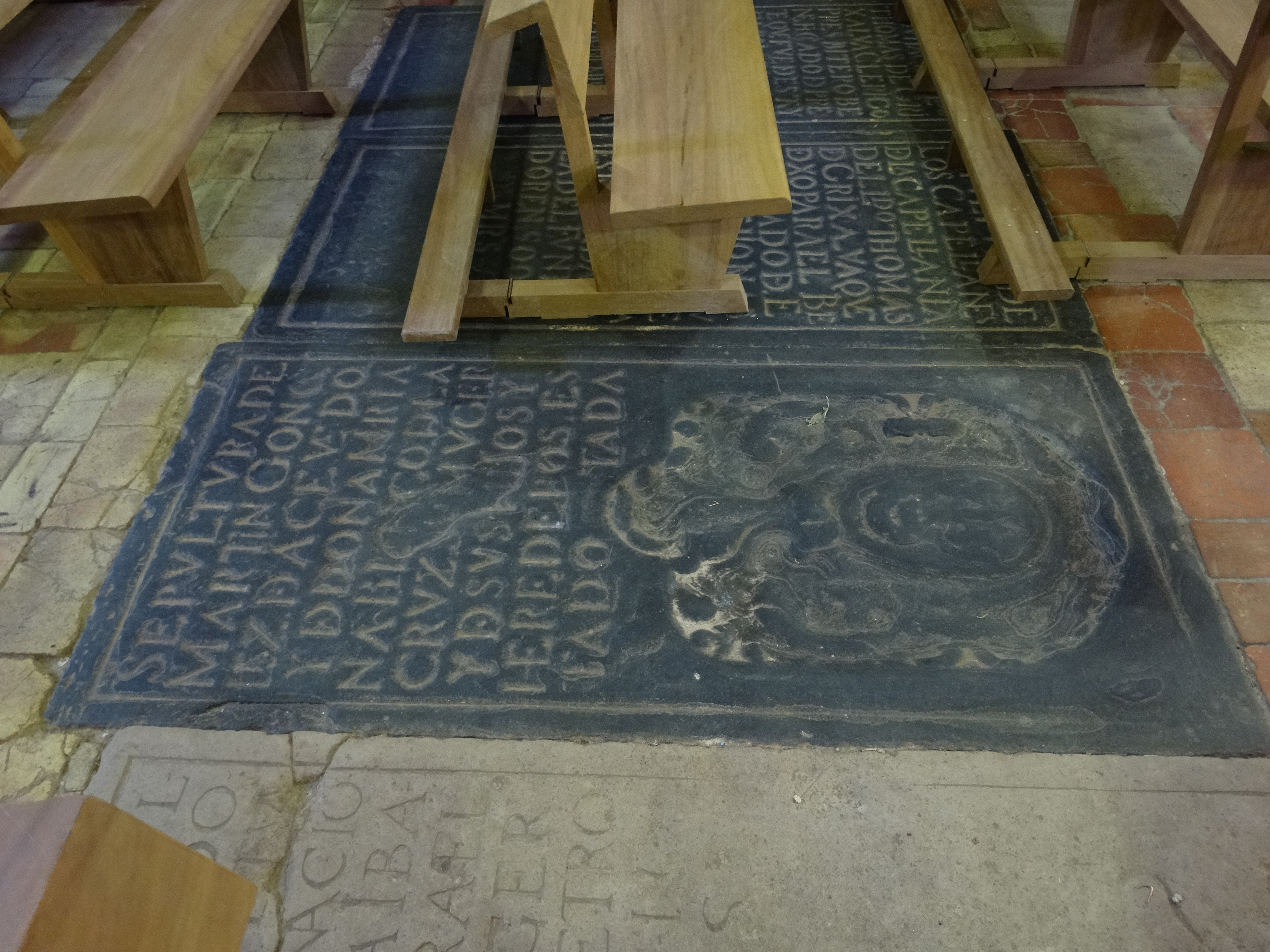
Sepvltura de Martin Gonçalez de Acevedo y de doña Mariana Bl[a]nco d[e] la Cruz [sv] muger y de svs [h]ijos y herederos está dotada

Otras familias ilustres fueron las de González Acevedo y los Velasco. Martín González Acevedo era hijo de Bartolomé González Acevedo y hermano del obispo de Orense y Palencia, Pedro González de Acevedo que fue también licenciado y relator de la Chancillería de Valladolid. Martín nació en Torremormojón e hizo dos buenas fundaciones en el año 1602 con un capital de 50 000 ducados que suponía una renta de 2500. Martín González Acevedo está sepultado en el suelo de la nave central donde se puede ver una lauda que además del epitafio tiene un escudo que lleva un acebo y dos lobos rampantes al tronco.
A la familia Velasco unía también parentesco con el obispo de Orense Juan de Velasco y Acevedo (1637-1642). Esta familia enlazó con los Acevedo como consecuencia de sucesivos matrimonios por lo que sus armerías se muestran unidas en bastantes ocasiones. Antonio de Velasco y Acevedo casó con María García Ramírez, de familia ilustre. Esta señora fundó en la iglesia de Torremormojón la capilla del Cristo de la Cruz donde se labraron sus escudos en una pared y en la lápida de su enterramiento situado en el centro. Hay además un letrero que recorre la cúpula cuyo texto da fe de la fundación. En la misma bóveda hay otro texto del 16 de enero de 1906 que recuerda una posterior restauración.

Escudos en la capilla del Cristo de la Cruz
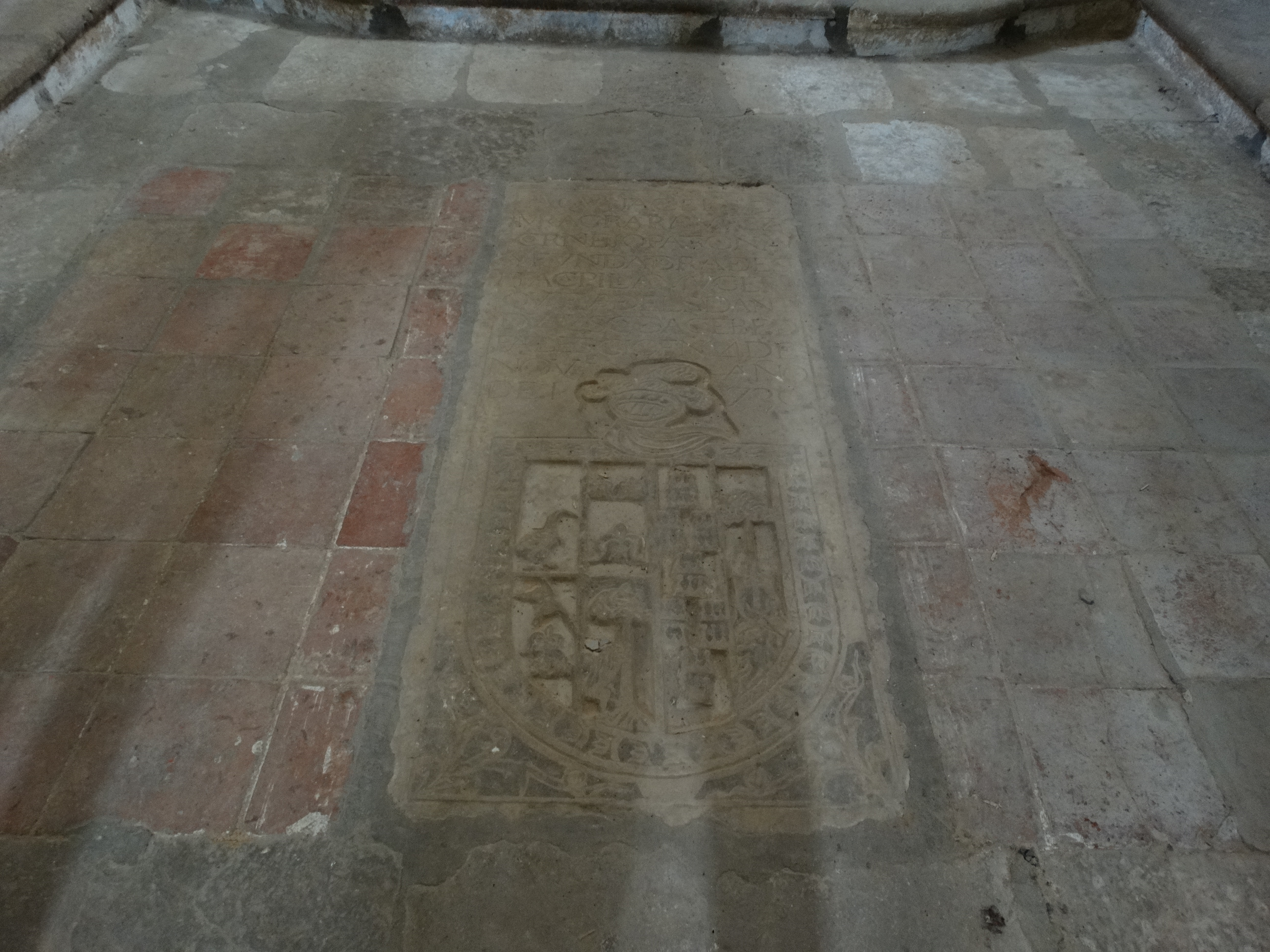
Lápida con escudo
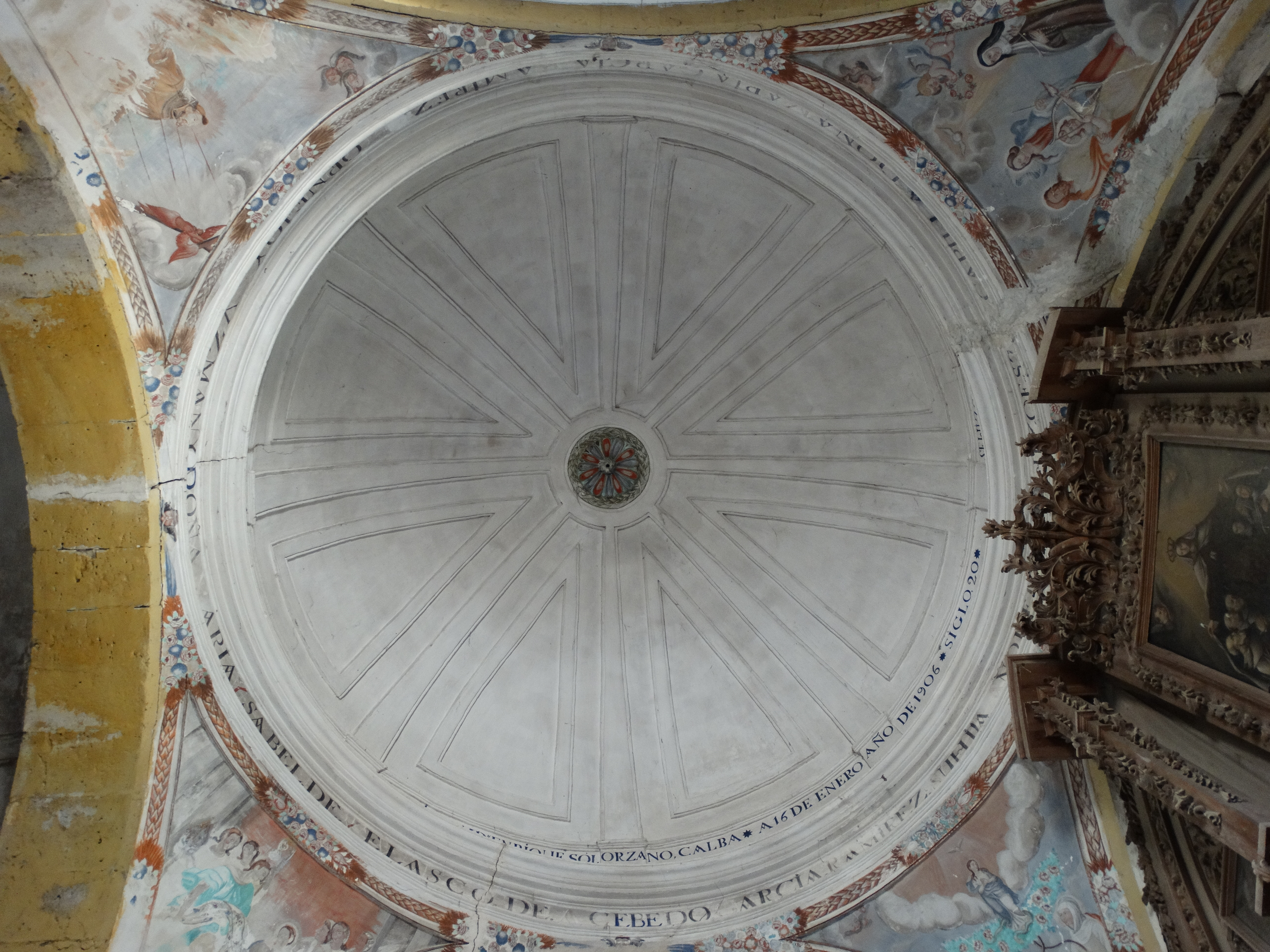
Inscripción en la cúpula
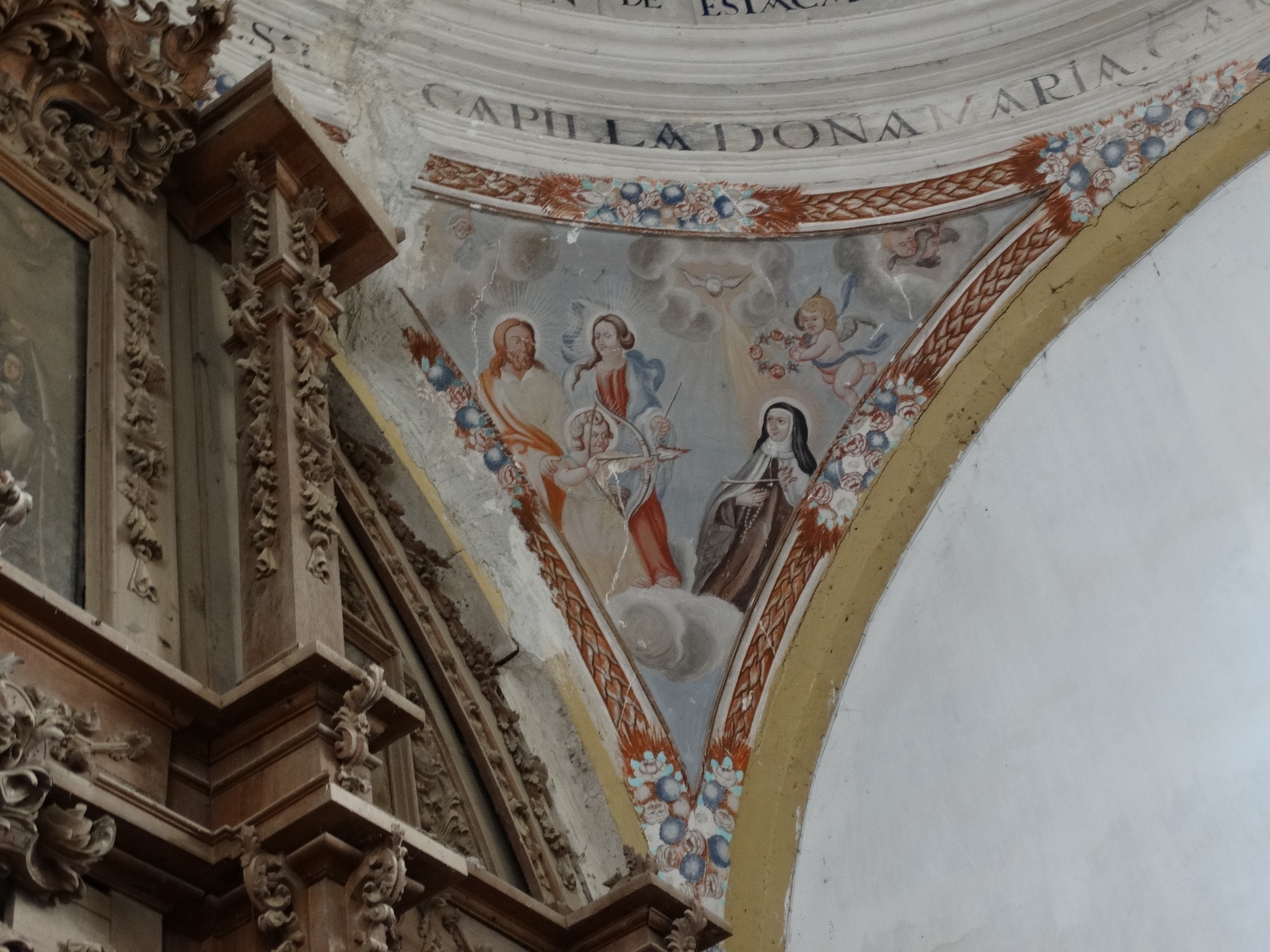
Inscripción en la cúpula

## Fiestas y eventos
La mayoría de las festividades que se celebran en Torremormojón son de carácter religioso, alguna de las cuales de arraigo en el resto del país como la Navidad, la Semana Santa y las fiestas de los santos y vírgenes patrones de cada localidad. Así, en fecha variable, se celebran tanto San Antón como la matanza. El Lunes de Pentecostés se festeja con la rogativa a la Virgen de Alconada. Ya a finales de agosto, y como antesala de las fiestas patronales, se celebra una paellada popular acompañada de música y juegos. Por último, a principios de septiembre tienen lugar las fiestas en honor de la Virgen del Campanil, con romería al Santuario de la Virgen de Alconada, procesión, juegos populares, música y la tradicional hoguera en la víspera de su festividad.

## Personas destacadas
- Pedro González Acevedo (1534-1609): obispo de Orense entre 1587 y 1594 y obispo de Plasencia entre 1594 y 1609.[26]
- Juan Cantero: filósofo y teólogo, autor de la obra Commentaria in Porphyrii Isagogem et categorias Aristotelis, publicada en 1566.[26]